# يوسف في الإسلام
يُوسُفُ بْنُ يَعْقُوبَ بْنِ إسْحاقَ  هو أحد الأنبياء الذين ورد ذكرهم في القرآن، وهو الابن الحادي عشر للنبي يعقوب. صدِّيقٌ نبيٌّ من أنبياء بني إسرائيل وشخصية دينية مقدسة في اليهودية والمسيحية والإسلام. وسميت السورة الثانية عشر في القرآن باسمه (سورة يوسف).
يُعتبر يوسف بن يعقوب من أكثر الشخصيات المشهورة في القرآن والتوراة، اشتهر بالمقدرة على تأويل الأحلام، وكان شديد الجمال، فقد ورد في صحيح مسلم أن يوسف أوتي شطر الحُسن. وهو من عائلة شرفها الله بالنبوة لذا وصفه النبي محمد بأنه الكريم ابن الكريم ابن الكريم ابن الكريم، وقال: «إنَّ الكريمَ ابنَ الكريمِ ابنِ الكريمِ ابنِ الكريمِ: يوسفُ بنُ يعقوبَ بنِ إسحاقَ بنِ إبراهيمَ خليلِ الرحمنِ».
وصف الله في القرآن قصة يوسف بأنها «أحسن القصص»، فيقول في الآية 3 من السورة مخاطبًا النبي محمد: ﴿نَحْنُ نَقُصُّ عَلَيْكَ أَحْسَنَ الْقَصَصِ بِمَا أَوْحَيْنَا إِلَيْكَ هَذَا الْقُرْآنَ وَإِنْ كُنْتَ مِنْ قَبْلِهِ لَمِنَ الْغَافِلِينَ ۝٣﴾ [يوسف:3]. واختلف العلماء لم سميت هذه السورة بأحسن القصص من بين سائر سور القرآن:
- فقيل: لأنه ليست قصة في القرآن تتضمن من العبر والحكم ما تتضمن هذه القصة.
- وقيل: سماها الله أحسن القصص لحسن مجاوزة يوسف عن إخوته وصبره على أذاهم وعفوه عنهم وكرمه في العفو عنهم.
- وقيل: لأن فيها ذكر الأنبياء والصالحين والملائكة والشياطين والجن والإنس والأنعام والطير وسير الملوك والممالك والتجار والعلماء والجهال والرجال والنساء وحيلهن ومكرهن، وذكر فيها التوحيد والفقه والسير وتعبير الرؤيا، والسياسة والمعاشرة وتدبير المعاش، وجمل الفوائد التي تصلح للدين والدنيا.
- وقيل لأن فيها ذكر الحبيب والمحبوب وسيرهما.[4]

## القصة

### رؤيا المنام والبشارة بالنبوة (الآيات 1 - 6)
في إحدى الليالي؛ رأى يوسف في منامه أحد عشر كوكبًا والشمس والقمر ساجدين له، فلمّا أفاق قصَّ على أبيه يعقوب الرؤيا ﴿إِذْ قَالَ يُوسُفُ لِأَبِيهِ يَا أَبَتِ إِنِّي رَأَيْتُ أَحَدَ عَشَرَ كَوْكَبًا وَالشَّمْسَ وَالْقَمَرَ رَأَيْتُهُمْ لِي سَاجِدِينَ ۝٤﴾، أدرك يعقوب بحدسه وبصيرته أنَّ ابنه سيكون له شأن عظيم، وحذَّره من أن يقصَّ رؤياه على إخوته، فيحسدونه على ما آتاه الله من فضله، وخاف يعقوب أن يفسد الشيطان قلوبهم، فأطاع يوسف والده وأضمر الرؤيا في نفسه ﴿قَالَ يَا بُنَيَّ لَا تَقْصُصْ رُؤْيَاكَ عَلَى إِخْوَتِكَ فَيَكِيدُوا لَكَ كَيْدًا إِنَّ الشَّيْطَانَ لِلْإِنْسَانِ عَدُوٌّ مُبِينٌ ۝٥﴾، كما ذكَّره يعقوب بأنه من نسل الأنبياء وبأن أبويه إبراهيم وإسحاق من الذين اصطفاهم الله وشرفهم بالنبوة، والرؤيا التي رآها تدل على أن الله اصطفاه، وسيؤتيه النبوة والحكمة وسيتم نعمته عليه كما أتمَّها على إبراهيم وإسحاق من قبل ﴿وَكَذَلِكَ يَجْتَبِيكَ رَبُّكَ وَيُعَلِّمُكَ مِنْ تَأْوِيلِ الْأَحَادِيثِ وَيُتِمُّ نِعْمَتَهُ عَلَيْكَ وَعَلَى آلِ يَعْقُوبَ كَمَا أَتَمَّهَا عَلَى أَبَوَيْكَ مِنْ قَبْلُ إِبْرَاهِيمَ وَإِسْحَاقَ إِنَّ رَبَّكَ عَلِيمٌ حَكِيمٌ ۝٦﴾، ثم خَصَّ يعقوب ابنه بعطفه، وأولاه رعايته وعنايته، وغدا يحبه أكثر عن إخوته وقرَّبه إليه.
| تعلم هذه الآيات أن على الآباء أن لا يشعروا الأبناء بتفضيل أحد على أحد لما في ذلك من غرس البغضاء والكراهية وتقطيع الأواصر بين أفراد الأسرة. وقد أكد النبي محمد على هذا المبدأ فيقول في الحديث الذي رواه الإمام مسلم : اتقوا الله واعدلوا بين أولادكم. فالتمييز بين الأولاد والتفريق بينهم في أمور الحياة سبب للعقوق، وسبب لكراهية بعضهم لبعض، ودافع للعداوة بين الأخوة، وعامل مهم من عوامل الشعور بالنقص، وظاهرة التفريق بين الأولاد من أخطر الظواهر النفسية في تعقيد الولد وانحرافه، وتحوله إلى حياة الرذيلة والشقاء والإجرام. |
| —صيد الفوائد - ابن القيم الجوزي |

### المؤامرة عليه وإلقاءه في البئر (الآيات 7-18)
لم تكن محبة يعقوب ليوسف تخفى على إخوته، فكيف وهم يعيشون في بيت واحد، وظل هذا الأمر حبيسًا في صدورهم، إلى أن جلسوا يومًا يبثون الشكوى ويتشاورون فيما بينهم، وقد امتلئت صدورهم بالحقد والحسد على يوسف وأخيه الأصغر، فأدركوا بلا شك بأنهما أحب إلى أبيهم منهم، ووصفوا أباهم بالضلال (أي بالخطأ مما فعله)، وبدأوا يفكرون في طريقة يتخلصوا فيها من يوسف ﴿إِذْ قَالُوا لَيُوسُفُ وَأَخُوهُ أَحَبُّ إِلَى أَبِينَا مِنَّا وَنَحْنُ عُصْبَةٌ إِنَّ أَبَانَا لَفِي ضَلَالٍ مُبِينٍ ۝٨﴾.
اقترح أحدهم أن يقتلوا يوسف أو ينفوه إلى مكان بعيد عن المنزل إلى أرض خلاء كي تأكله السباع، ثم ينفردوا بمحبة أبيهم لهم، ويتوبوا بعد ذلك إلى الله من هذا العمل ويكونوا من الصالحين ﴿اقْتُلُوا يُوسُفَ أَوِ اطْرَحُوهُ أَرْضًا يَخْلُ لَكُمْ وَجْهُ أَبِيكُمْ وَتَكُونُوا مِنْ بَعْدِهِ قَوْمًا صَالِحِينَ ۝٩﴾، إلَّا أن أحدهم لم تعجبه الفكرة، فاقترح أنْ يلقوا بيوسف في بئرٍ عميق، فربما يعثر عليه بعض المارة من المسافرين ويأخذوه معهم بعيدا، لقيت هذه الفكرة استحسانًا وقبولاً فيما بينهم واستقر رأيهم على نفيه وإبعاده ﴿قَالَ قَائِلٌ مِنْهُمْ لَا تَقْتُلُوا يُوسُفَ وَأَلْقُوهُ فِي غَيَابَةِ الْجُبِّ يَلْتَقِطْهُ بَعْضُ السَّيَّارَةِ إِنْ كُنْتُمْ فَاعِلِينَ ۝١٠﴾، لاحقًا شعر الأخوة بصعوبة تنفيذ هذه الخطط، لأن يعقوب كان حريصًا جدًا على يوسف ويرفض حتى اختلاط يوسف الزائد بهم وخروجه معهم.
لكن اخوة يوسف أصروا على تنفيذ خطتهم، فعادوا إلى أبيهم وسألوه عن سبب رفضه لخروج يوسف معهم ولِمَ لا يأتمنهم عليه ﴿قَالُوا يَا أَبَانَا مَا لَكَ لَا تَأْمَنَّا عَلَى يُوسُفَ وَإِنَّا لَهُ لَنَاصِحُونَ ۝١١﴾. طلب الأبناء بلطف من يعقوب أن يسمح ليوسف بالخروج معهم في اليوم التالي كي يرتع ويلعب، ووعدوه بأنهم سيحفظوه ويحموه حتى يعود إليه ﴿أَرْسِلْهُ مَعَنَا غَدًا يَرْتَعْ وَيَلْعَبْ وَإِنَّا لَهُ لَحَافِظُونَ ۝١٢﴾، إلا أنَّ يعقوب أبدى عدم ارتياحه لطلبهم، وخاف أن يغفلوا عن يوسف وينشغلوا عنه فيأتيه ذئب فيأكله ﴿قَالَ إِنِّي لَيَحْزُنُنِي أَنْ تَذْهَبُوا بِهِ وَأَخَافُ أَنْ يَأْكُلَهُ الذِّئْبُ وَأَنْتُمْ عَنْهُ غَافِلُونَ ۝١٣﴾، طمأن الأبناء أباهم أنَّ يوسف سيكون في أيدٍ أمينة، وأنهم سيحفظونه كما وعدوه، متباهيين بقوتهم وكثرتهم ﴿قَالُوا لَئِنْ أَكَلَهُ الذِّئْبُ وَنَحْنُ عُصْبَةٌ إِنَّا إِذًا لَخَاسِرُونَ ۝١٤﴾، فرضخ يعقوب لطلبهم ووافق على ذهاب يوسف معهم، ولكنه ظل يتوجَّس خيفة في نفسه من أن يصيب يوسف مكروه.
أدرك إخوة يوسف أخيرًا أنهم حصلوا على مرادهم، وبعد أن خرجوا من منزلهم وذهبوا بيوسف بعيدًا عن أبيه، راودتهم من جديد فكرة قتله والتخلص منه، لكن هذه الفكرة لم تلقَ قبولًا بين الأخوة كلهم، فأجمعوا هذه المرة على إلقاءه في البئر فلم يعترض منهم أحد، وأوحى الله إلى يوسف دون أن يشعر إخوته ألاَّ يحزن مما هو فيه، فإن الله سيجعل له من بعد ذلك فرجًا ومخرجًا حسًنا، وسينصره عليهم ويعليه ويرفع درجته، وسيخبرهم يوسف بما فعلوا معه من هذا الصنيع لاحقًا ﴿فَلَمَّا ذَهَبُوا بِهِ وَأَجْمَعُوا أَنْ يَجْعَلُوهُ فِي غَيَابَةِ الْجُبِّ وَأَوْحَيْنَا إِلَيْهِ لَتُنَبِّئَنَّهُمْ بِأَمْرِهِمْ هَذَا وَهُمْ لَا يَشْعُرُونَ ۝١٥﴾. ثم ألقى الأخوةُ يوسفَ في البئر المظلمة، وظلوا عنده حتى غربت الشمس وغاب الشفق ودخل الليل، واختاروا هذا الوقت لأنه وقت لا يمكن فيه البحث عن يوسف.
| إن قول يعقوب ليوسف (يَا بُنَيَّ لَا تَقْصُصْ رُؤْيَاكَ عَلَىٰ إِخْوَتِكَ فَيَكِيدُوا لَكَ كَيْدًا) تعلم الإنسان أيضًا أن يكتم حوائجه وما أنعم الله عليه من النعم عن الناس مخافة الحسد، إذ يقول النبي محمد في الحديث الصحيح : "استعينوا على قضاء حوائجكم بالكتمان، فإن كل ذو نعمة محسود" ( الألباني السلسلة الصحيحة) |
| —يوسف الصديق عليه السلام- إبراهيم أحمد حمدان قشطة - ص9 |

عاد الأبناء إلى أبيهم ليلًا ﴿وَجَاءُوا أَبَاهُمْ عِشَاءً يَبْكُونَ ۝١٦﴾، متظاهرين بالبكاء والحسرة والندم على فقدان أخيهم، مظهرين لوالدهم الأسف والجزع على يوسف، وأخبروا أباهم بأنهم ذهبوا ليتسابقوا فيما بينهم، وتركوا يوسف عند أمتعتهم، لأنه لا يقوى مثلهم على الإستباق ومن أجل أن يحفظ المتاع، فحدث ما حدث وأكله الذئب. كان الأخوة شبه متيقنين بأن والدهم لن يصدق روايتهم ﴿قَالُوا يَا أَبَانَا إِنَّا ذَهَبْنَا نَسْتَبِقُ وَتَرَكْنَا يُوسُفَ عِنْدَ مَتَاعِنَا فَأَكَلَهُ الذِّئْبُ وَمَا أَنْتَ بِمُؤْمِنٍ لَنَا وَلَوْ كُنَّا صَادِقِينَ ۝١٧﴾، ولكي تكتمل المؤامرة ويقنعوا آباهم بروايتهم جاءوا بقميص يوسف وعليه دم كذب (أي ليس دم يوسف ربما من شاه أو نحوها)، في محاولة لإقناع يعقوب بأن هذا قميص يوسف الذي أكله فيه الذئب وقد أصابه من دمه، لم يقتنع يعقوب بالرواية وحزن حزنًا شديدًا، وأعلن لهم أن ما حدث ليس كما قالوا، بل إنهم يخفون شيءًا في صدورهم، طالبًا من الله أن يلهمه الصبر على فراق يوسف، وأن يفرِّج الله بعونه ولطفه هذا الهم عن قلبه ﴿وَجَاءُوا عَلَى قَمِيصِهِ بِدَمٍ كَذِبٍ قَالَ بَلْ سَوَّلَتْ لَكُمْ أَنْفُسُكُمْ أَمْرًا فَصَبْرٌ جَمِيلٌ وَاللَّهُ الْمُسْتَعَانُ عَلَى مَا تَصِفُونَ ۝١٨﴾.

### إنقاذ يوسف وارتحاله إلى مصر (الآيات 19-20)
وبينما كان يوسف يقبع وحيدًا في البئر في ليل مظلم بعيدًا عن أبيه وبيته، بلا أنيس ولا رفيق، إذ اقترب من البئر مجموعة من السيَّارة (قافلة من المسافرين)، قد أصابهم من سفرهم تعب ومشقة، فأرادوا الاستراحة من وعثاء السفر فيشربون ويسقون دوابهم، فأرسلوا واحدًا منهم ليأتيهم بالماء، فألقى بدلو في البئر ليرفع الماء فكان الدلو ثقيلًا، لأن يوسف قد تشبَّث به ليخرج، إلا أنَّ صاحب الدلو تمكَّن من رفعه، فذُهل وأصابته الدهشة حينما رأى يوسف، فلم يتوقع أنْ يكون في البئر غلام في ذلك الليل المظلم، وصاح بين أصحابه منبهًا لهم على عثوره على غلام في البئر، فخرج يوسف من البئر ونجا، ثم قرر السَّيارة أن يأخذوه معهم ويضمُّوه إلى بضاعتهم ﴿وَجَاءَتْ سَيَّارَةٌ فَأَرْسَلُوا وَارِدَهُمْ فَأَدْلَى دَلْوَهُ قَالَ يَا بُشْرَى هَذَا غُلَامٌ وَأَسَرُّوهُ بِضَاعَةً وَاللَّهُ عَلِيمٌ بِمَا يَعْمَلُونَ ۝١٩﴾. علم إخوة يوسف أنّ أناسًا أخرجوا أخاهم من البئر وأنقذوه وحملوه معهم، فلحقوا بالقافلة إلى أن أدركوها وطلبوا منهم التوقف، ثم أخبروهم بأنّ هذا الغلام هو عبد لهم قد هرب منهم، ولم يخبروهم بأنه أخوهم، فتوقفت القافلة وعرض السيارة على إخوة يوسف أنْ يشتروه منهم، فوافق إخوة يوسف وباعوه للسيارة بثمنٍ زهيدٍ قليل لا يتجاوز عدة دراهم، ثم تابعت القافلة مسيرها ﴿وَشَرَوْهُ بِثَمَنٍ بَخْسٍ دَرَاهِمَ مَعْدُودَةٍ وَكَانُوا فِيهِ مِنَ الزَّاهِدِينَ ۝٢٠﴾.

### إقامة يوسف في بيت عزيز مصر (الآيات 21-22)
واصلت القافلة رحلتها إلى مصر حاملين معهم يوسف، وهم لا يعلمون أنهم يحملون غلامًا سيكون ملكًا على مصر فيما بعد، وعندما وصلت القافلة إلى وجهتها قررت أن تبيعه، إذ كانت تنتشر في مصر آنذاك أسواق الرقيق بكثرة، فشاءت إرادة الله أن يشتريه عزيز مصر (أي الوزير الذي يملك خزائن البلاد). ذهب به العزيز إلى بيته واعتنى به وأوصى زوجته أن تكرمه، وتوسَّم فيه الخير والصلاح، فانتقل يوسف من حياة الشدة والحقد والبداوة إلى حياة السعة والقصور والتقدير والاحترام، وعوَّضه الله عن حنان أبيه بحنان عزيز مصر الذي قرَّبه إليه وكأنه أحد أبناءه، وأعلى الله شأنه ورفع قدره وعلَّمه تفسير الرؤى ﴿وَقَالَ الَّذِي اشْتَرَاهُ مِنْ مِصْرَ لِامْرَأَتِهِ أَكْرِمِي مَثْوَاهُ عَسَى أَنْ يَنْفَعَنَا أَوْ نَتَّخِذَهُ وَلَدًا وَكَذَلِكَ مَكَّنَّا لِيُوسُفَ فِي الْأَرْضِ وَلِنُعَلِّمَهُ مِنْ تَأْوِيلِ الْأَحَادِيثِ وَاللَّهُ غَالِبٌ عَلَى أَمْرِهِ وَلَكِنَّ أَكْثَرَ النَّاسِ لَا يَعْلَمُونَ ۝٢١﴾. أقام يوسف في منزل عزيز مصر عبدًا خادمًا، ومرت السنين وكبر يوسف، وأصبح شابًا قويًّا يافعًا جميل الخلقة، فآتاه الله العلم والحكمة والنبوة، فكان هذا جزاء صبره على الأذى ﴿وَلَمَّا بَلَغَ أَشُدَّهُ آتَيْنَاهُ حُكْمًا وَعِلْمًا وَكَذَلِكَ نَجْزِي الْمُحْسِنِينَ ۝٢٢﴾، عمل يوسف في بيت عزيز مصر الذي ولَّاه التصرف في شؤون بيته وأعماله.

### امرأة العزيز تراود يوسف عن نفسه (الآيات 23-24)
| في قول الله تعالى (وَرَاوَدَتْهُ الَّتِي هُوَ فِي بَيْتِهَا عَن نَّفْسِهِ وَغَلَّقَتِ الْأَبْوَابَ) كلمة (وَرَاوَدَتْهُ) مشتقة من الرَّود وتعني التردد في فعل الشيء بمعنى معاودته مرة بعد مرة، والمراودة بين اثنين هي إرادة أحدهما ما لا يريده الآخر، ولذلك جاء في نفس السورة على لسان إخوة يوسف (قَالُوا سَنُرَاوِدُ عَنْهُ أَبَاهُ وَإِنَّا لَفَاعِلُونَ) أي أن الأبناء كانوا يريدون أمرًا لا يرغب به أبوهم. وكذلك الأمر بالنسبة لإمرأة العزيز فهي كانت تراود يوسف (أي ترغب فيه) بينما كان هو كارهًا لهذا الأمر |
| —قصص القرآن الكريم، فضل حسن عباس، ص:389. |

عاش يوسف في قصر العزيز مكرمًا، وبلغ أشده وأصبح شاباً ذا جمال لافت في خلْقه وخُلُقه، وآتاه الله العلم والحكمة التي بشره بها والده يعقوب، وامتلأ قلبه بمحبة الله ومخافته واحترامه لسيده الذي رباه وحماه، وبلغ الأمر به أن افتتنت به امرأة العزيز وهي سيدته وزوجة سيده، فكانت ابتلاءًا آخر ليوسف، ذلك أنها أحبته حبًا شديدًا لجماله وحسنه وبهائه، فراودته عن نفسه ودعته إليها لفعل الفاحشة، فحملها ذلك في يوم من الأيام أن تجمَّلت له ودعته إلى إحدى غرف القصر، فأجاب يوسف دعوتها بحسن نية، ولم يكن يدور بخلده أن امرأة العزيز تدبر له أمرًا، وأن هناك فتنة عظيمة على وشك أن تقع له، ثم غلَّقت امرأة العزيز أبواب الغرفة بإحكام، واختلت بيوسف بعد أن كانت قد استعدّت مسبقًا لهذا اللقاء، وبعد أنْ تيقَّنت من أنَّ المكان أصبح خاليًا وآمنًا من دخول أحد عليهما قالت له: «هَيْتَ لك» أي هلمَّ إلي وتعال وأسرع.
كان هذا الموقف صعبًا جدًا على يوسف، فهو شاب في ريعان شبابه تدعوه سيدته إلى نفسها، في قصر سيده الذي أكرمه وأحسن مثواه وائتمنه على أهله وماله، وبالرغم من كل محاولات امرأة العزيز لإغواءه ودفعه إلى ارتكاب الفاحشة إلَّا أنه استعصم وامتنع، واستعمل معها أسلوب التذكير والوعظ والتخويف، لعلها ترجع وتزدجر، ونبهها ثلاث مرات: فقد استعاذ بالله أولًا من هذه المعصية ومن قباحة هذا الفعل، وثانيًّا ذكَّر زوجة العزيز بأنَّ زوجها قد أكرمه وأعلى شأنه ورباه في بيته، لذا فهو لن يُسيء إليه بالخيانة، وثالثًا حذَّر امرأة العزيز من أنَّ هذا الفعل هو من أفعال الظالمين الذين لن يفلحوا إذا فعلوه، وستكون له عواقب وخيمة ﴿وَرَاوَدَتْهُ الَّتِي هُوَ فِي بَيْتِهَا عَنْ نَفْسِهِ وَغَلَّقَتِ الْأَبْوَابَ وَقَالَتْ هَيْتَ لَكَ قَالَ مَعَاذَ اللَّهِ إِنَّهُ رَبِّي أَحْسَنَ مَثْوَايَ إِنَّهُ لَا يُفْلِحُ الظَّالِمُونَ ۝٢٣﴾.
لكن إجابات يوسف الثلاث لم تردع امرأة العزيز، ولم تؤثر عليها فَتَكُفَّ عنه، وأوشكت على ارتكاب الفاحشة مع يوسف، فعصمه الله وصرف عنه السوء، بأن أظهر له آية من آيته في غرفة القصر المغلقة، فتذكر يوسف (عندما قصَّ رؤياه على أبيه) كيف بشَّره يعقوب بأنه سيكون نبيًا له شأن عظيم، وأن الله سيؤتيه الحكمة والنبوة كما آتاها لإسحاق وإبراهيم، فكانت هذه الآية الإلهية دافعًا قويًا له كي يخلَّص نفسه من هذا الموقف ﴿وَلَقَدْ هَمَّتْ بِهِ وَهَمَّ بِهَا لَوْلَا أَنْ رَأَى بُرْهَانَ رَبِّهِ كَذَلِكَ لِنَصْرِفَ عَنْهُ السُّوءَ وَالْفَحْشَاءَ إِنَّهُ مِنْ عِبَادِنَا الْمُخْلَصِينَ ۝٢٤﴾.
أفلت يوسف من يدي امرأة العزيز، وركض مبتعدًا عنها مسرعًا تُجاهَ باب الغرفة ليهرب. لقد كان السباق بين يوسف وامرأة العزيز عنيفًا، والسبب أنها كانت تخشى من وقوع المصيبة الأكبر وهي أن يخرج يوسف من الغرفة ويخبر الآخرين بما حدث، وهذا أمر خطير لا يمكن لإمرأة في منصبها أن تتحمله، فهو يجعلها مهانة وذليلة في عيون الناس الذين سيرمونها بالطيش والضلال، فلما علمت أن يوسف اختار الطريق الصحيح لخلاصه منها، حرصت بكل قوتها كي تلحق به وتمنعه من الخروج حتى لا يُعْلِمَ أحدا بما وقع، فكانت أسرع منه ولحقت به وأمسكت بقميصه من الخلف وجذبته إليها بقوة حتى لا يخرج، فانشق قميص يوسف وتقطَّع.
وفي تلك اللحظة بالضبط؛ فتح العزيز باب الغرفة ليدخل، فرأى ذلك المشهد الصادم، مشهد يوسف الغلام الذي رباه في بيته وأكرمه، هاهو اليوم بعد أن كبر واشتد عوده يختلي مع امرأته في كامل زينتها في غرفة واحدة وقميصه ممزق، لقد كان وصول العزيز في هذا التوقيت مفاجئًا لٱمرأته التي أصيبت بخيبة أمل كبيرة بعد أن ذهبت خطتها سدى، وشعرت بالحرج الشديد وهي تواجه زوجها وجهًا لوجه، وأيقنت أنها وقعت في مأزق، فأسرعت (وقبل أن يتفوَّه العزيز بكلمة) ولتدفع التهمة عن نفسها بالمكر والخديعة، وتُظهر البراءة أمام زوجها فقالت غاضبة: «إنَّ أي شخص يعتدي على أهل بيتك ويريد بهم السوء، يجب أن يكون عقابه إما السجن أو الضرب الشديد المبرح»، وكأنها قصدت أن تقول أن يوسف قد اعتدى عليها أولًا ويجب أن ينال عقابه ﴿وَاسْتَبَقَا الْبَابَ وَقَدَّتْ قَمِيصَهُ مِنْ دُبُرٍ وَأَلْفَيَا سَيِّدَهَا لَدَى الْبَابِ قَالَتْ مَا جَزَاءُ مَنْ أَرَادَ بِأَهْلِكَ سُوءًا إِلَّا أَنْ يُسْجَنَ أَوْ عَذَابٌ أَلِيمٌ ۝٢٥﴾.

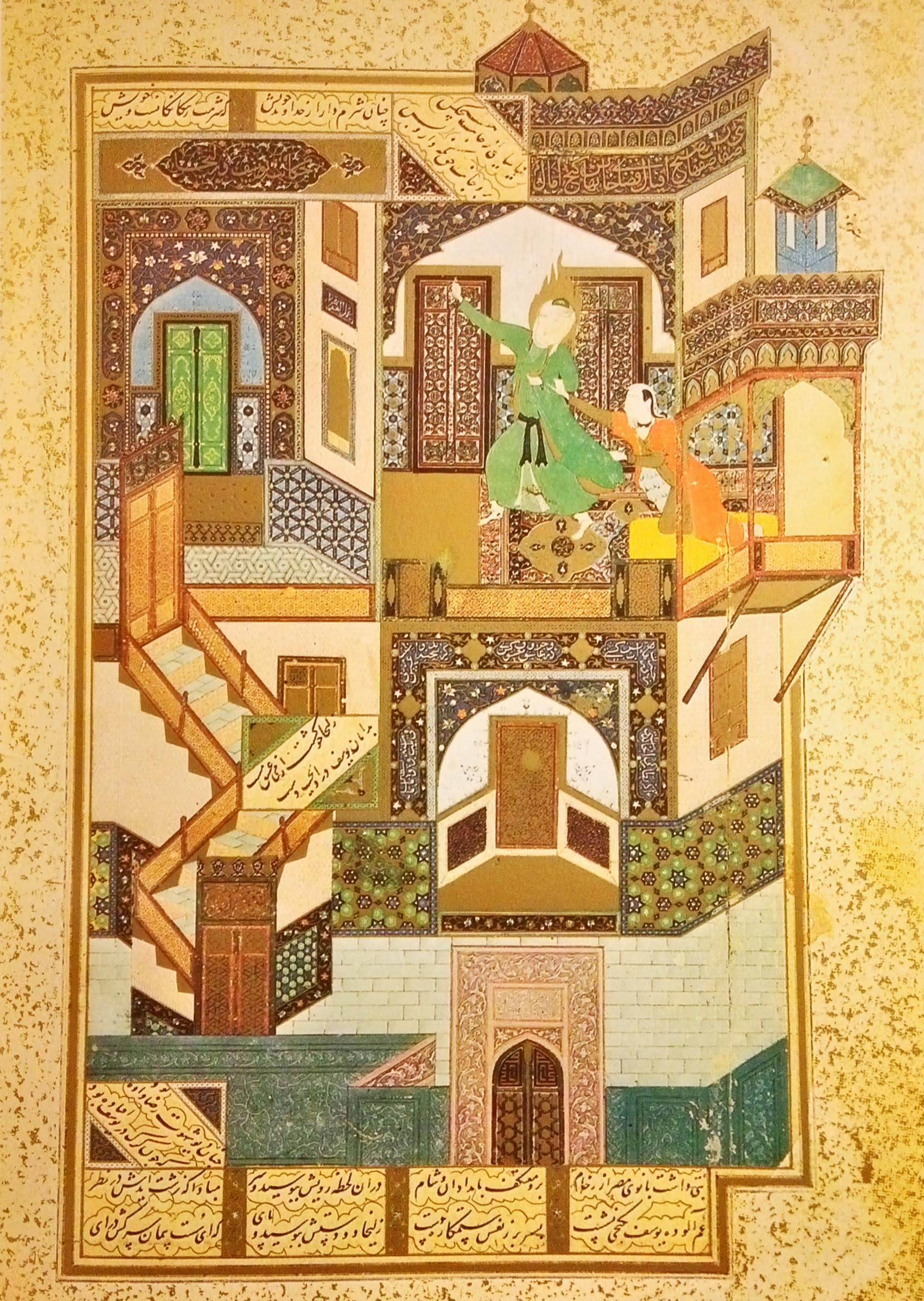
هروب يوسف من امرأة العزيز زليخة.

### ظهور براءة يوسف (الآيات 26-29)
بعد أن سمع يوسف ما قالته امرأة العزيز من قلب للحقائق، أصبح في موقف لا ينفع معه السكوت، لأنه لو سكت لكان سكوته إقرارًا منه بأنه المعتدي، فلم يجد سوى الدفاع عن نفسه قائلًا: «بل هي من دعتني إلى الفاحشة ولست أنا من أراد بها سوءًا». وبعد أن سمع العزيز رواية كل منهما، أصبح في موقف لا يحسد عليه هو الآخر، إذ كان وقع هذه الحادثة شديدًا عليه، فسكت ولم يتكلم واحتار فيما يفعل، لكنه اهتدى أخيرًا إلى قرار حكيم، وهو أنه لن يستأثر بالحكم في هذه القضية بنفسه، بل سيطلب مشورة من شخص آخر.
روى العزيز لرجل من أهل زوجته ما حدث بين يوسف وامرأته، وكيف رآهما على الحال الذي رآهما عليه، آملا أن يجد عنده الجواب، ويبدو أن هذا الرجل كان حكيمًا يستشيره العزيز في أمور الدولة ويأخذ برأيه. ولأنه كان من أهل زوجته أو من أقاربها، ففي هذا دفع لأي اتهام بتحيزه ليوسف في حال صدر الحكم لصالحه. وبعد أن سمع الرجل الحكيم الرواية من العزيز نصحه قائلًا: «اذهب وانظر إلى قميص يوسف، فإن كان قد تمزق من الأمام فهو كاذب وزوجتك صادقة في ادعائها بأن يوسف هو من اعتدى عليها، أما إذا كان القميص قد تمزق من الخلف فقد صدق يوسف وكذبت زوجتك بإدعائها»﴿قَالَ هِيَ رَاوَدَتْنِي عَنْ نَفْسِي وَشَهِدَ شَاهِدٌ مِنْ أَهْلِهَا إِنْ كَانَ قَمِيصُهُ قُدَّ مِنْ قُبُلٍ فَصَدَقَتْ وَهُوَ مِنَ الْكَاذِبِينَ ۝٢٦ وَإِنْ كَانَ قَمِيصُهُ قُدَّ مِنْ دُبُرٍ فَكَذَبَتْ وَهُوَ مِنَ الصَّادِقِينَ ۝٢٧﴾.
أُعجِب العزيز بالفكرة وعاد مسرعًا ليرى قميص يوسف، فوجده قد تمزق من الخلف وتيقن من ذلك، وتذكر كلام الرجل الحكيم، وبان له صدق يوسف وكذب امرأته، فوصفها بأنَّ كيدها عظيم لأنها اعتمدت على الحيلة والخداع لتبرأ نفسها واتهمت شخصًا بريئًا ﴿فَلَمَّا رَأَى قَمِيصَهُ قُدَّ مِنْ دُبُرٍ قَالَ إِنَّهُ مِنْ كَيْدِكُنَّ إِنَّ كَيْدَكُنَّ عَظِيمٌ ۝٢٨﴾، وخشي العزيز أن يطلع الناس على ما حدث بين يوسف وامرأته، فبعد أن واجه العزيز امرأته وأعلمها بأن ما دبرته هو من كيد النساء، التفت إلى يوسف طالبًا منه أن ينسى ما حدث ويعرض عنه، ولا يتحدث به أمام أحد، ثم وجَّه كلامه إلى زوجته كي تستغفر من ذنبها وخطيئتها ﴿يُوسُفُ أَعْرِضْ عَنْ هَذَا وَاسْتَغْفِرِي لِذَنْبِكِ إِنَّكِ كُنْتِ مِنَ الْخَاطِئِينَ ۝٢٩﴾.

### شيوع الخبر في المدينة وخطة امرأة العزيز (الآيات 30-34)
حاول العزيز كتمان الخبر بكل ما أوتي من سلطة ونفوذ إلا أنه شاع وانتشر، ربما عن طريق خدم القصر والعبيد، فعرفت به بعض نساء المدينة، والظاهر أن هؤلاء النسوة كانوا من نساء الأمراء والوزراء نظيرات امرأة العزيز والمماثلات لها في القدر والمكانة، فاجتمعن في جلسة خاصة متعجباتٍ من فِعْلة امرأة العزيز، وحبها الشديد لفتاها الذي هو تحت يدها وفي خدمتها، ورغم ذلك تعلقت به وطلبت منه أن تمارس معه الفاحشة، فأنكرن عليها فعلتها واصفاتٍ إياها بأنها موغلة في الضلال، غارقة في الخطيئة، ﴿وَقَالَ نِسْوَةٌ فِي الْمَدِينَةِ امْرَأَةُ الْعَزِيزِ تُرَاوِدُ فَتَاهَا عَنْ نَفْسِهِ قَدْ شَغَفَهَا حُبًّا إِنَّا لَنَرَاهَا فِي ضَلَالٍ مُبِينٍ ۝٣٠﴾. ولما بلغ امرأة العزيز ما قالته النسوة عنها، سارعت بإعداد خطة مدروسة ومكيدة محكمة للإيقاع بهن، وكان غرضها من ذلك أن يتمكنَّ من مشاهدة يوسف عن قرب، ليلمسن بأنفسهم مدى تأثير مشاهدتهن له في نفوسهن، وأنهن لو كن مكانها لفعلن نفس ما فعلته أو أشد. فأرسلت إليهن ودعتهن لزيارتها على سبيل الضيافة، وأَعَدَّت لهن مكانًا يجلسن فيه، وأعطت لكل واحدة منهن سكينًا لتقطيع الطعام.
أخذتِ النسوة راحتهن على متكإٍ أعدته المضيفة، ووُضع الطعام بين أيديهن، فشرعن يأكلن ويشربن ويمرحن ويضحكن كعادة النساء في مثل هذه الجلسات، فرأت امرأة العزيز أنَّ اللحظة المناسبة التي أرادتها وخططت لها قد حانت، فطلبت من يوسف أن يدخل عليهن، فدخل لابسا أجمل الثياب، فأصيبت النسوة بالدهشة عندما رأينه، وأعظمن شأنه ووقع في قلوبهن من الهيبة ما وقع، ورأين ما لم يكن لهن في الحسبان، فقد كان شابا على قدر عظيم من الجمال، فتشاغلن عما في أيديهن من الطعام بل وجرحنها بالسكاكين من فرط الدهشة، حتى أنهن لم يشعرن بألم جرح أصابعهن، فقد كان العقل غارقًا والبصر شاردًا متأملًا في جمال هذا الفتى ومحاسنه، وقلن متعجبات: إنَّ هذا ليس ببشر بل هو ملاك كريم لأن البشر لا يكونون على هذا القدر من الجمال والحُسن ﴿فَلَمَّا سَمِعَتْ بِمَكْرِهِنَّ أَرْسَلَتْ إِلَيْهِنَّ وَأَعْتَدَتْ لَهُنَّ مُتَّكَأً وَآتَتْ كُلَّ وَاحِدَةٍ مِنْهُنَّ سِكِّينًا وَقَالَتِ اخْرُجْ عَلَيْهِنَّ فَلَمَّا رَأَيْنَهُ أَكْبَرْنَهُ وَقَطَّعْنَ أَيْدِيَهُنَّ وَقُلْنَ حَاشَ لِلَّهِ مَا هَذَا بَشَرًا إِنْ هَذَا إِلَّا مَلَكٌ كَرِيمٌ ۝٣١﴾.
أحست امرأة العزيز بعد هذه الحادثة أنها انتصرت على النساء بهذه الخطة وأوقعت بهن، وأنهن جميعًا يتمنَّيْن ما تمنته من يوسف فلا لوم عليها بعد الآن، ثم واجهتن امرأة العزيز بما قُلْنَه عنها، فقالت لهن بلهجة المنتصر: «هل رأيتن؟ هذا هو الذي عايرتُنَّني به واستنكرتن علي ما طلبته منه، انظرن إلى حالكن الآن وإلى أيديكن الملطخة بالدماء، وكيف أصابتكن الدهشة والحيرة عندما رأيتُنَّه، فما أفعل أنا التي أراه كل يوم؟». لم تعرف النسوة بِمَ يُجِبْن امرأة العزيز، فقد شعرن بالحرج الشديد، وآثرن التزام الصمت، فكانت علامة واضحة على اقتناعهن بعذر امرأة العزيز وبضعفها أمام جمال يوسف، وأنها محقة في حبها ليوسف وشغفها به.
تابعت امرأة العزيز كلامها واعترفت أمام النساء بلا حياء بأنها هي من راودت يوسف عن نفسه، ولكنه امتنع ورفض وعصى أوامرها، فكان هذا الأعتراف منها أول دليل صريح على براءة يوسف، ثم توعدت يوسف أمامهن بالسجن إن لم يفعل ما تأمره به، وسيصبح ذليلًا مهانًا في السجن بعد أن كان معززًا مكرمًا في القصر ﴿قَالَتْ فَذَلِكُنَّ الَّذِي لُمْتُنَّنِي فِيهِ وَلَقَدْ رَاوَدْتُهُ عَنْ نَفْسِهِ فَاسْتَعْصَمَ وَلَئِنْ لَمْ يَفْعَلْ مَا آمُرُهُ لَيُسْجَنَنَّ وَلَيَكُونًا مِنَ الصَّاغِرِينَ ۝٣٢﴾.
استمع يوسف للحوار بين امرأة العزيز والنساء، ولقسم امرأة العزيز بسجنه وإذلاله، وحاولت النسوة اقناع يوسف بطاعة سيدته لعله ينجو من وعيدها. لكنه أصر على موقفه، وفضل دخول السجن على الاستجابة لمطالبهن، ودعا الله أن يصرف عنه كيدهن، فاستجاب الله دعاءه، ويسر له مخرجًا من هذه الأزمة، وحال بينه وبين المعصية ﴿قَالَ رَبِّ السِّجْنُ أَحَبُّ إِلَيَّ مِمَّا يَدْعُونَنِي إِلَيْهِ وَإِلَّا تَصْرِفْ عَنِّي كَيْدَهُنَّ أَصْبُ إِلَيْهِنَّ وَأَكُنْ مِنَ الْجَاهِلِينَ ۝٣٣ فَاسْتَجَابَ لَهُ رَبُّهُ فَصَرَفَ عَنْهُ كَيْدَهُنَّ إِنَّهُ هُوَ السَّمِيعُ الْعَلِيمُ ۝٣٤﴾.

### دخول يوسف السجن ( الآيات 35-42)
انتشر خبر مراودة امرأة العزيز ليوسف في المدينة، وصار مكشوفًا ومشاعًا بين الناس، فلم يجد العزيز بدًّا لستر الفضيحة عن بيته وزوجته إلا إدخالَ يوسف السجن، بالرغم من الدلائل الواضحة وضوح الشمس على براءته، من تقطيع قميصه من الخلف وشهادة الحكيم وجرح النسوة لأصابعهن، فسُجن يوسف كتمانًا للقصة ولكي لا تشيع في عامة الناس، فصار كبش فداء ودخل السجن بلا ذنب، إنما تغطيةً لنزوات أصحاب القصور وفضائحهم، وقرروا أن يسجنوه فترة من الزمن حتى ينسى الناس الحادثة ﴿ثُمَّ بَدَا لَهُمْ مِنْ بَعْدِ مَا رَأَوُا الْآيَاتِ لَيَسْجُنُنَّهُ حَتَّى حِينٍ ۝٣٥﴾.
| في قول الله تعالى (قَالَ أَحَدُهُمَا إِنِّي أَرَانِي أَعْصِرُ خَمْرًا) تشير كلمة الخمر في الآية إلى العنب، فقد ذكر الطبري في تفسيره أن معنى (أَعْصِرُ خَمْرًا) إني أرى في نومي أني أعصر عنبًا. وكذلك في قراءة ابن مسعود، كما ذكر غير واحد من المفسرين أن ذلك من لغة أهل عمان، وأنهم يسمون العنب خمرًا، وفي تفسير القرطبي: وقال الأصمعي: أخبرني المعتمر بن سليمان أنه لقي أعرابيًا ومعه عنب فقال له: ما معك؟ قال: خمر (أي عنب) |
| — |

دخل يوسف السجن مظلومًا فكان هذا ابتلاءًا آخر له، ودَخَل معه السجنَ فتيان لم يذكر القرآن سبب سجنهما، وكان أحدهما ساقيَ الملك والثاني خبازه، ويبدو أن العلاقة توطدت بين يوسف والفتيان فعرفا شيءًا من علومه ومن صفاته الطيبة، وأدركا أن له حصافة رأي ورجاحة فكر. وذات يوم رأى كل منها رؤيا في منامه، فقررا أن يقصا رؤييهما على يوسف، لعلهما يجدان تأويلها عنده. ذكر الأول أنه رأى في منامه أنه يعصر العنب في كأس الملك ليسقيه، أما الثاني فرأى أنه يحمل طبقًا فوق رأسه به خبز، تأكل منه الطيور، وطلبا من يوسف أن يفسر لهما مناميهما بعد أن بدا لهما أن يوسف رجل صالح على درجة عالية من العلم والدين والخلق ﴿وَدَخَلَ مَعَهُ السِّجْنَ فَتَيَانِ قَالَ أَحَدُهُمَا إِنِّي أَرَانِي أَعْصِرُ خَمْرًا وَقَالَ الْآخَرُ إِنِّي أَرَانِي أَحْمِلُ فَوْقَ رَأْسِي خُبْزًا تَأْكُلُ الطَّيْرُ مِنْهُ نَبِّئْنَا بِتَأْوِيلِهِ إِنَّا نَرَاكَ مِنَ الْمُحْسِنِينَ ۝٣٦﴾.
ولكن يوسف أراد أولًا أن يذكرهما برسالة التوحيد، ويرشدهما إلى الدين القويم، قبل أن يفسر لهما مناميهما، فقال: مهما رأيتما من حلم فإني أعبره لكما قبل وقوعه فيكون كما أقول، ليس كهانةً ولا تنجيماً بل هو مما علمني إياه ربي، وقد خصني الله به لأنني من بيت نبوة، فاتبعت دين أسلافي الأنبياء، وقد تركت دين قوم مشركين لا يؤمنون بالله، فنحن معشر الأنبياء لا ينبغي لنا أن نشرك بالله، فهذا الإيمان والنبوة من فضل الله علينا وعلى الناس، حين بعث الرسل لهدايتهم، ولكن أكثر الناس لا يشكرون الله على هذه النعمة، فيشركون غيره في العبادة ﴿قَالَ لَا يَأْتِيكُمَا طَعَامٌ تُرْزَقَانِهِ إِلَّا نَبَّأْتُكُمَا بِتَأْوِيلِهِ قَبْلَ أَنْ يَأْتِيَكُمَا ذَلِكُمَا مِمَّا عَلَّمَنِي رَبِّي إِنِّي تَرَكْتُ مِلَّةَ قَوْمٍ لَا يُؤْمِنُونَ بِاللَّهِ وَهُمْ بِالْآخِرَةِ هُمْ كَافِرُونَ ۝٣٧ وَاتَّبَعْتُ مِلَّةَ آبَائِي إِبْرَاهِيمَ وَإِسْحَاقَ وَيَعْقُوبَ مَا كَانَ لَنَا أَنْ نُشْرِكَ بِاللَّهِ مِنْ شَيْءٍ ذَلِكَ مِنْ فَضْلِ اللَّهِ عَلَيْنَا وَعَلَى النَّاسِ وَلَكِنَّ أَكْثَرَ النَّاسِ لَا يَشْكُرُونَ ۝٣٨ يَا صَاحِبَيِ السِّجْنِ أَأَرْبَابٌ مُتَفَرِّقُونَ خَيْرٌ أَمِ اللَّهُ الْوَاحِدُ الْقَهَّارُ ۝٣٩ مَا تَعْبُدُونَ مِنْ دُونِهِ إِلَّا أَسْمَاءً سَمَّيْتُمُوهَا أَنْتُمْ وَآبَاؤُكُمْ مَا أَنْزَلَ اللَّهُ بِهَا مِنْ سُلْطَانٍ إِنِ الْحُكْمُ إِلَّا لِلَّهِ أَمَرَ أَلَّا تَعْبُدُوا إِلَّا إِيَّاهُ ذَلِكَ الدِّينُ الْقَيِّمُ وَلَكِنَّ أَكْثَرَ النَّاسِ لَا يَعْلَمُونَ ۝٤٠﴾.
وبعد هذه المقدمة اللطيفة وانتهاءه من دعوتهما إلى التوحيد، شرع في تفسير منامهما فقال: «أما أحدكما فسيخرج من هذا السجن وسينجو من القتل، ويعود إلى عمله السابق كساقٍ للملك، وسيسقيه عصير العنب كسابق عهده، أما الآخر فسيعدم ويصلب وستأكل الطير من رأسه، وهذا الذي قلته لكما فإنه واقع لا محالة» ﴿يَا صَاحِبَيِ السِّجْنِ أَمَّا أَحَدُكُمَا فَيَسْقِي رَبَّهُ خَمْرًا وَأَمَّا الْآخَرُ فَيُصْلَبُ فَتَأْكُلُ الطَّيْرُ مِنْ رَأْسِهِ قُضِيَ الْأَمْرُ الَّذِي فِيهِ تَسْتَفْتِيَانِ ۝٤١﴾ ثم طلب يوسف من الذي سينجو منهما أن يذكر أمره عند الملك، ويخبره أنه قد سُجن ظلمًا وهو بريء وقد طال حبسه، لعله يعفو عنه ويُخرِجَه من السجن. خرج الفتى الناجي من السجن لاحقًا لكنه نسي أمر يوسف، فبقي يوسف في السجن بضع سنين ليس أقل من ثلاث سنوات ﴿وَقَالَ لِلَّذِي ظَنَّ أَنَّهُ نَاجٍ مِنْهُمَا اذْكُرْنِي عِنْدَ رَبِّكَ فَأَنْسَاهُ الشَّيْطَانُ ذِكْرَ رَبِّهِ فَلَبِثَ فِي السِّجْنِ بِضْعَ سِنِينَ ۝٤٢﴾.

### الملك يرى رؤيا عجيبة (الآيات 42-49)
مكث يوسف في السجن بضع سنوات، فعانى قسوة السجن ووحشته، وظلم السجَّان وسطوته، ثم رأى ملك مصر في تلك الفترة منامًا عجيبًا، استفاق على إثره مذعورًا يشعر بقلق شديد، فقد رأى سبع بقرات سمان وبصحة جيدة، يأكلهن سبع بقراتٍ نحيلاتٍ هزيلات، ورأى سبع سنبلات خضر يانعات وسبع سنبلات يابسات (لم يبق من خضرتها شيء) أكلن السنبلات الخضر، فاستدعى الملك كبار الكهنة والسحرة والمنجمين والأمراء، وقص عليهم الرؤيا طالبًا منهم أن يفسروها له ﴿وَقَالَ الْمَلِكُ إِنِّي أَرَى سَبْعَ بَقَرَاتٍ سِمَانٍ يَأْكُلُهُنَّ سَبْعٌ عِجَافٌ وَسَبْعَ سُنْبُلَاتٍ خُضْرٍ وَأُخَرَ يَابِسَاتٍ يَا أَيُّهَا الْمَلَأُ أَفْتُونِي فِي رُؤْيَايَ إِنْ كُنْتُمْ لِلرُّؤْيَا تَعْبُرُونَ ۝٤٣﴾.
أنصت الملأ لمنام الملك، وراحوا يمعنون التفكير فيه، لكنهم احتاروا وعجزوا عن تفسيره، واصفين هذه الرؤيا بأنها رؤيا كاذبةٌ لا حقيقة لها وليس لها تأويل ولا يستطيعون تفسيرها ﴿قَالُوا أَضْغَاثُ أَحْلَامٍ وَمَا نَحْنُ بِتَأْوِيلِ الْأَحْلَامِ بِعَالِمِينَ ۝٤٤﴾، ويبدو أنَّ الملك لم يكن مقتنعًا بما قاله أفراد حاشيته، فالرؤيا بالنسبة له كانت واضحة المعالم، وفي خضم هذا الحوار الدائر بينهم قال أحدهم: أنا أعلم من يفسره لكم، إنَّ في السجن رجلًا فاضلًا كثير العلم يفسر الرؤى فتأتي مطابقة للواقع. كان هذا الشخص هو نفسه الذي سُجن مع يوسف، وفسر له رؤياه بأنه يعصر خمرًا وخرج لاحقًا من السجن، وهنا تذكر الرجل يوسف وبِمَ أوصاه وطلب من الملك أن يسمح له بالذهاب إليه ويسأله ﴿وَقَالَ الَّذِي نَجَا مِنْهُمَا وَادَّكَرَ بَعْدَ أُمَّةٍ أَنَا أُنَبِّئُكُمْ بِتَأْوِيلِهِ فَأَرْسِلُونِ ۝٤٥﴾.
وعندما سمع الملك ما قاله الرجل، سمح له فورًا بالذهاب إلى السجن للقاء يوسف، فوصل إلى هناك والتقى بيوسف وقص عليه منام الملك دون أن يقول له أن الملك هو صاحب الرؤيا، طالبًا منه أن يفسره حتى يعود مرة أخرى ويخبر القوم بتأويله، ووصف يوسف بأنه صديق لأنه كان قد جرب صدقه في تعبير الرؤيا التي رآها عندما كان معه في السجن ﴿يُوسُفُ أَيُّهَا الصِّدِّيقُ أَفْتِنَا فِي سَبْعِ بَقَرَاتٍ سِمَانٍ يَأْكُلُهُنَّ سَبْعٌ عِجَافٌ وَسَبْعِ سُنْبُلَاتٍ خُضْرٍ وَأُخَرَ يَابِسَاتٍ لَعَلِّي أَرْجِعُ إِلَى النَّاسِ لَعَلَّهُمْ يَعْلَمُونَ ۝٤٦﴾.
لم يوبِّخ يوسف الرجل لأنه نسي أن يذكره عند الملك، فتسبب في بقاءه كل هذه السنين الطوال، بل شرع في تفسير منام الملك قائلًا: سيأتي على مصر سبع سنين تجود المياه فيها، ويكثر المطر، وتخصب الأرض، وتكثر الغلات والخيرات. فسر يوسف البقر بالسنين لأنها تثير الأرض التي تستغل منها الثمرات والزروع، ثم أرشدهم إلى ما يجب فعله في تلك السنين، وهو أن يتركوا ما زرعوه في مكانه ولا يحصدوه من أجل أن يبقى صالحًا للأكل، إلا كمية قليلة منه، يأكلون منها بقدر الحاجة ﴿قَالَ تَزْرَعُونَ سَبْعَ سِنِينَ دَأَبًا فَمَا حَصَدْتُمْ فَذَرُوهُ فِي سُنْبُلِهِ إِلَّا قَلِيلًا مِمَّا تَأْكُلُونَ ۝٤٧﴾، ثم تابع يوسف كلامه قائلًا: ثم يأتي بعد ذلك سبعُ سنواتٍ فيها شدة وقحط شديدين، تأكل كل ما ادخرتموه في سنين الخصب، ويعاني فيها الناس من الجوع والفقر، ويقل فيها المطر، وتجف الأرض، ﴿ثُمَّ يَأْتِي مِنْ بَعْدِ ذَلِكَ سَبْعٌ شِدَادٌ يَأْكُلْنَ مَا قَدَّمْتُمْ لَهُنَّ إِلَّا قَلِيلًا مِمَّا تُحْصِنُونَ ۝٤٨﴾، ثم بشَّرهم بأنه في العام الثامن سيعود المطر غزيرًا كما كان، وسيغيث الله الناس وينقذهم مما حل بهم ﴿ثُمَّ يَأْتِي مِنْ بَعْدِ ذَلِكَ عَامٌ فِيهِ يُغَاثُ النَّاسُ وَفِيهِ يَعْصِرُونَ ۝٤٩﴾.

### خروج يوسف من السجن واعتراف امرأة العزيز (الآيات 50-53)
| قال القرطبي: قال ابن عطية: كان هذا الفعل من يوسف أناة وصبراً؛ وطلباً لبراءة الساحة، وذلك أنه - فيما روي - خشي أن يخرج وينال من الملك مرتبة، ويُسكت عن أمر ذنبه صفحاً، فيراه الناس بتلك العين أبداً ويقولون: هذا الذي راود امرأة مولاه، فأراد يوسف عليه السلام أن يبين براءته، ويحقق منزلته من العفة والخير، وحينئذ يخرج للإحظاء والمنزلة. |
| —يوسف الصديق - عليه السلام إبراهيم أحمد حمدان قشطة ص 49 |

وما إن سمع الرجل بتفسير المنام حتى عاد مسرعًا إلى الملك، وأخبره بتفسير رؤياه، فاستحسن الملك ما قاله يوسف وأعجب بتمام عقله ورأيه السديد وفهمه، وألقى الله في قلبه اليقين بصحة التأويل وصدقه، فأمر فورًا بإخراجه من السجن، وعفا عنه، وطلب إحضاره إليه ليقابله، فعاد الرجل إلى يوسف يحمل له البشارة التي طال انتظارها، وهي أن الملك قد عفا عنه ويريد لقاءه، ولكن يوسف وعلى غير المتوقع رفض هذه المكافأة، حتى يبرأ عرضه من تهمة مراودة امرأة العزيز، وتظهر الحقيقة أمام الناس جميعًا، فقال للرجل: إرجع إلى سيدي الملك واسأله عن قصة النسوة اللاتي جرحن أيديهن بالسكين، هل يعلم خبرهن؟ وهل يعلم قصتي ولماذا أنا مسجون ظلمًا بسببهن؟ ﴿وَقَالَ الْمَلِكُ ائْتُونِي بِهِ فَلَمَّا جَاءَهُ الرَّسُولُ قَالَ ارْجِعْ إِلَى رَبِّكَ فَاسْأَلْهُ مَا بَالُ النِّسْوَةِ اللَّاتِي قَطَّعْنَ أَيْدِيَهُنَّ إِنَّ رَبِّي بِكَيْدِهِنَّ عَلِيمٌ ۝٥٠﴾.
عاد الرجل إلى الملك وأخبره بما قاله يوسف، فتعجَّب الملك من كلامه واستغرب من موقفه واشتد فضوله ليعرف قصته، فأخذ يسأل عن قضيته ويحقق فيها بنفسه، فجمع النسوة بما فيهم امرأة العزيز وسألهن: ما حقيقة قصة المراودة وما الذي حدث بالضبط؟ لم تستطع النسوة أمام عظمة الملك وجديته في معرفة الحقيقة إلا الاعتراف بما حدث فقلن: «معاذ الله أن يكون يوسف هو الذي أراد الفحشاء، فما عرفنا عنه من سوء». وهنا انهارت أمرأة العزيز ووقعت في مأزق بعد أن برَّأَت صديقاتها يوسف من التهمة، وهو اعتراف غير مباشر بأنها هي من دعته إلى الفاحشة، فاعترفت قائلة: «لقد ظهر الحق الآن، فأنا التي دعوته للفاحشة وهو بريء من الخيانة، وقد صدق عندما قال هي التي راودتني عن نفسي». فعاقبها الله بأن فضحها على الملأ أمام الناس جميعًا: الملك ورجال الدولة ونسوة المدينة. ثم أكملت كلامها قائلة: «لقد قلت هذا الكلام أمامكم، ليعلم يوسف أنني اعترفت بالحقيقة في غيبته، ولن أبرئ نفسي من هذه التهمة فإن النفس البشرية تأمر بالسوء، لكنني أرجو من الله الرحيم أن يغفر ذنبي ويعفو عني»، ﴿قَالَ مَا خَطْبُكُنَّ إِذْ رَاوَدْتُنَّ يُوسُفَ عَنْ نَفْسِهِ قُلْنَ حَاشَ لِلَّهِ مَا عَلِمْنَا عَلَيْهِ مِنْ سُوءٍ قَالَتِ امْرَأَةُ الْعَزِيزِ الْآنَ حَصْحَصَ الْحَقُّ أَنَا رَاوَدْتُهُ عَنْ نَفْسِهِ وَإِنَّهُ لَمِنَ الصَّادِقِينَ ۝٥١ ذَلِكَ لِيَعْلَمَ أَنِّي لَمْ أَخُنْهُ بِالْغَيْبِ وَأَنَّ اللَّهَ لَا يَهْدِي كَيْدَ الْخَائِنِينَ ۝٥٢ وَمَا أُبَرِّئُ نَفْسِي إِنَّ النَّفْسَ لَأَمَّارَةٌ بِالسُّوءِ إِلَّا مَا رَحِمَ رَبِّي إِنَّ رَبِّي غَفُورٌ رَحِيمٌ ۝٥٣﴾.

### تمكين يوسف في الأرض (الآيات 54-57)
بعد أن ظهرت براءة يوسف أمام الجميع، لم يسع الملك إلا أن يزداد إعجابًا بيوسف، فطلب الملك أن يأتوا به، لكن هذا الطلب كان مختلفًا عن المرة السابقة، فقد أراد الملك هذه المرة أن يستخلصه لنفسه أي يجعله من خاصته ومن كبار وجهاء الدولة وأعيانها، قبل يوسف دعوة الملك هذه المرة، وذهب لمقابلته وهو مرفوع الرأس، نظيف السمعة، منشرح الصدر. وعندما كلَّم يوسف الملك أعجب به وعرف المزيد عن كرمه وفضله وإحسانه، وأكد له أنه من اليوم سيُعامَل ذا مكانة لا متهما، أمينا لا خائنا، ثم عرض عليه العمل عنده وترك له حرية اختيار الوظيفة التي يريدها ﴿وَقَالَ الْمَلِكُ ائْتُونِي بِهِ أَسْتَخْلِصْهُ لِنَفْسِي فَلَمَّا كَلَّمَهُ قَالَ إِنَّكَ الْيَوْمَ لَدَيْنَا مَكِينٌ أَمِينٌ ۝٥٤﴾، فاختار يوسف وظيفة القائم على ممتلكات الدولة وعلى خزائن جبايات الأرض وغلالها، ووعد الملك بأنه سيكون حافظًا وأمينًا لها ﴿قَالَ اجْعَلْنِي عَلَى خَزَائِنِ الْأَرْضِ إِنِّي حَفِيظٌ عَلِيمٌ ۝٥٥﴾، فوافق الملك على طلب يوسف، فكان هذا جزاءه على أمانته وصدقه، فقد مكَّنه الله من أرض مصر، له كامل الحرية في التصرف في هذه الوظيفة وفي هذا المنصب كيفما يشاء، فتحقق وعد الله له ﴿وَكَذَلِكَ مَكَّنَّا لِيُوسُفَ فِي الْأَرْضِ يَتَبَوَّأُ مِنْهَا حَيْثُ يَشَاءُ نُصِيبُ بِرَحْمَتِنَا مَنْ نَشَاءُ وَلَا نُضِيعُ أَجْرَ الْمُحْسِنِينَ ۝٥٦ وَلَأَجْرُ الْآخِرَةِ خَيْرٌ لِلَّذِينَ آمَنُوا وَكَانُوا يَتَّقُونَ ۝٥٧﴾.

### لقاء يوسف بإخوته (الآيات 58-62)
جاءت سنوات الخصب السبع بخيرها وكثرة ماءها، فعمل يوسف باجتهاد كبير، ووصل النهار بالليل ليوفر الزائد من الغلات لسنوات القحط القادمات، ومرت هذه السنوات سريعة، وجات سنوات القحط والشدة وقلة المطر وجفاف الأرض، والتي لم تُصِب مصر وحدها بل امتد أثرها إلى البلدان حولها، وعندما اشتد القحط بالناس وأحسوا بألم الجوع والحرمان، لجأوا إلى مصر سائلين، فصارت مصر قبلة المحتاجين والمعوزين، وكان إخوة يوسف مِمَّن رحلوا إلى مصر لطلب الطعام. وصل إخوة يوسف إلى مصر، حاملين معهم بضاعة كي يشتروا بها بعض الطعام، وجاءوا عند يوسف الذي عرفهم، ولكنهم لم يعرفوه فقد فارقوه وهو صغير وباعوه للسيارة ﴿وَجَاءَ إِخْوَةُ يُوسُفَ فَدَخَلُوا عَلَيْهِ فَعَرَفَهُمْ وَهُمْ لَهُ مُنْكِرُونَ ۝٥٨﴾.
أكرم يوسف إخوته، وحمَّلهم بالمؤونة من الأطعمة وغيرها التي يحتاجونها لإهلهم، وزوَّدهم بما يحتاجونه من طعام لسفرهم، فقد كان من عادة يوسف إعطاء كل شخص حمل بعير واحد فقط لا يزيد ولا ينقص، اقتصادا ليكفي المخزون لباقي سنوات القحط، فلما رأى إخوة يوسف هذا الكرم منه، تشجعوا وطلبوا حملين إضافيين لأبيهم وأخيهم الأصغر، فانتهز يوسف هذه الفرصة واشترط عليهم إن أرادوا أن يعودوا ثانية لشراء الطعام فعليهم أن يحضروا ذلك الأخ الصغير معهم، وطمأنهم بأنه يوفي الكيل بغير تخسير ويكمل الوزن بلا تطفيف وسيعطيهم حق أخيهم ﴿وَلَمَّا جَهَّزَهُمْ بِجَهَازِهِمْ قَالَ ائْتُونِي بِأَخٍ لَكُمْ مِنْ أَبِيكُمْ أَلَا تَرَوْنَ أَنِّي أُوفِي الْكَيْلَ وَأَنَا خَيْرُ الْمُنْزِلِينَ ۝٥٩﴾، لكنه حذَّرهم في الوقت نفسه من أنهم إذا أَخَلُّوا بهذا الشرط، فلا يقربوا مصر ولا كيل لهم عنده ولا طعام ﴿فَإِنْ لَمْ تَأْتُونِي بِهِ فَلَا كَيْلَ لَكُمْ عِنْدِي وَلَا تَقْرَبُونِ ۝٦٠﴾، فلم يكن في وسع إخوة يوسف إلا إبداء الموافقة على طلبه، وهم يدركون أنه ليس من اليسير أن يستجيب لهم أبوهم ﴿قَالُوا سَنُرَاوِدُ عَنْهُ أَبَاهُ وَإِنَّا لَفَاعِلُونَ ۝٦١﴾، ثم طلب يوسف من غلمانه الذين كانوا في خدمته أن يجعلوا في رحال إخوته وبدون علمهم بضاعتهم التي جاؤوا ليشتروا بها مؤونتهم، ليكون ذلك أدعى لرجوعهم ومجيئهم مرة أخرى وإحضار أخيهم معهم، فقد تخوَّف يوسف ألا يكون معهم ثمن غيره فلا يستطيعون الرجوع مرة ثانية ﴿وَقَالَ لِفِتْيَانِهِ اجْعَلُوا بِضَاعَتَهُمْ فِي رِحَالِهِمْ لَعَلَّهُمْ يَعْرِفُونَهَا إِذَا انْقَلَبُوا إِلَى أَهْلِهِمْ لَعَلَّهُمْ يَرْجِعُونَ ۝٦٢﴾.

### عودة إخوة يوسف إلى أبيهم (الآيات 63-67)
بعد أن أكمل إخوة يوسف شراء الطعام، انطلقوا عائدين إلى بلادهم، وتوجهوا إلى أبيهم يعقوب، فأخبروه بما حدث في رحلتهم، وما لقوه من كرم ومعاملة حسنة من عزيز مصر، ثم أخبروا أباهم بالشرط الذي اشترطه عليهم عزيز مصر (يوسف) وهو أنه لن يعطيهم شيئًا من الطعام إذا جاؤوا إلى مصر في المرة القادمة إلا أذا كان أخوهم الأصغر معهم، فطلبوا من أبيهم أن يرسله معهم وأخذوا يتلطفون له ويقنعونه بالموافقة على شرط العزيز، ووعدوه هذه المرة بحمايته وحفظه من أي مكروه ﴿فَلَمَّا رَجَعُوا إِلَى أَبِيهِمْ قَالُوا يَا أَبَانَا مُنِعَ مِنَّا الْكَيْلُ فَأَرْسِلْ مَعَنَا أَخَانَا نَكْتَلْ وَإِنَّا لَهُ لَحَافِظُونَ ۝٦٣﴾.
وما أن سمع يعقوب توسل أبناءه، حتى مرت الذكريات في نفسه لوعة وألمًا، وحرَّك حزنًا دفينًا لم تفنيه توالي الأيام والسنين، فتذكر ابنه يوسف وما فعله به إخوته، وكيف أنهم وعدوه بأن يحفظوه ويحموه، وكيف استأمنهم عليه ولكنهم أضاعوا الأمانة، وهاهم مرة أخرى يريدون أخذ إبنه الاصغر منه، ويعدونه بأن يحفظوه ويحموه، وهو نفس الوعد الذي قطعوه عليه من قبل في يوسف، لكن يعقوب أبدى تخوُّفه مرة أخرى من طلبهم، ظنًا منه أنها مؤامرة جديدة من أبناءه، فذكَّرهم بما فعلوه بيوسف، وبأن الله هو خير الحافظين له من شرورهم وما يكيدون له ﴿قَالَ هَلْ آمَنُكُمْ عَلَيْهِ إِلَّا كَمَا أَمِنْتُكُمْ عَلَى أَخِيهِ مِنْ قَبْلُ فَاللَّهُ خَيْرٌ حَافِظًا وَهُوَ أَرْحَمُ الرَّاحِمِينَ ۝٦٤﴾.
ترك الأبناء مناقشة أبيهم في شرط العزيز بعد أن تيقنوا من صعوبة إقناعه بمطلبهم، وأخذوا يتفقدون رحالهم، وإذ بهم يتفاجؤون بأن البضاعة التي دفعوها كثمن لطعامهم عادت إليهم (وهي البضاعة التي كان يوسف قد أمر عماله بوضعها في رحالهم)، ولم يعرفوا كيف ردت إليهم، فعادوا مسرعين إلى أبيهم يعقوب، لأنهم أيقنوا هذه المرة أنَّ لديهم مُبرر قوي لأخذ أخيهم الأصغر من أبيهم، فبوجود البضاعة سيتمكنون من الذهاب إلى مصر وشراء الطعام مرة أخرى بثمن هذه البضاعة، وإذا أحضروا أخاهم الأصغر معهم فهذا يعني أنهم سيحصلون على كمية طعام إضافية كما وعدهم العزيز ﴿وَلَمَّا فَتَحُوا مَتَاعَهُمْ وَجَدُوا بِضَاعَتَهُمْ رُدَّتْ إِلَيْهِمْ قَالُوا يَا أَبَانَا مَا نَبْغِي هَذِهِ بِضَاعَتُنَا رُدَّتْ إِلَيْنَا وَنَمِيرُ أَهْلَنَا وَنَحْفَظُ أَخَانَا وَنَزْدَادُ كَيْلَ بَعِيرٍ ذَلِكَ كَيْلٌ يَسِيرٌ ۝٦٥﴾.
في البداية رفض يعقوب طلبهم بشدة، لكنه وافق لاحقًا ربما بسبب حاجة عشيرته الشديدة للطعام، ثم أخبر أبناءه أنه سيسمح لهم بأخذ أخيهم الأصغر معهم، بشرط أن يعاهدوه ويوثقوا أقوالهم، والله شهيد عليهم بأن يعودوا بإبنه إليه، إلا إذا حدث أمر خارج عن إرادتهم منعهم من العودة بأخيهم فهذا قضاء الله وقدره الذي لا جدال فيه، فوافق الإخوة على الشرط، وعاهدوا يعقوب بأن يحفظوا أخاهم الأصغر من كل سوء، وأنهم لن يعودوا بدونه مهما كلفهم الأمر، عندها اطمأن يعقوب وذكرهم بأن الله شاهد على ما قالوه واتفقوا عليه ﴿قَالَ لَنْ أُرْسِلَهُ مَعَكُمْ حَتَّى تُؤْتُونِ مَوْثِقًا مِنَ اللَّهِ لَتَأْتُنَّنِي بِهِ إِلَّا أَنْ يُحَاطَ بِكُمْ فَلَمَّا آتَوْهُ مَوْثِقَهُمْ قَالَ اللَّهُ عَلَى مَا نَقُولُ وَكِيلٌ ۝٦٦﴾.
وقبل أن يرتحل الإخوة مرة أخرى إلى مصر، أوصاهم يعقوب بأن يدخلوا إلى مصر من طرق وأبواب متفرقة، وليس كلهم من طريق واحد، ربما لأن يعقوب خاف عليهم من حسد الناس حين يَرَوْا إخوة أقوياء أشداء يحملون كمية كبيرة من الطعام على رحالهم، أو ربما أراد ألاَّ ينتبه لهم أحد خشية السرقة وغيره، ثم ذكَّرهم بأن هذا الاحتراز لا يرد قضاء الله وقدره، لكن عليهم أن يتوكلوا على الله ويأخذوا بالأسباب ﴿وَقَالَ يَا بَنِيَّ لَا تَدْخُلُوا مِنْ بَابٍ وَاحِدٍ وَادْخُلُوا مِنْ أَبْوَابٍ مُتَفَرِّقَةٍ وَمَا أُغْنِي عَنْكُمْ مِنَ اللَّهِ مِنْ شَيْءٍ إِنِ الْحُكْمُ إِلَّا لِلَّهِ عَلَيْهِ تَوَكَّلْتُ وَعَلَيْهِ فَلْيَتَوَكَّلِ الْمُتَوَكِّلُونَ ۝٦٧﴾.

### ارتحال إخوة يوسف إلى مصر وخطة يوسف (الآيات 68-79)
قدم إخوة يوسف إلى مصر مرة أخرى، لكن معهم هذه المرة أخاهم الأصغر، ودخلوها من طرق متفرقة كما أوصاهم أبوهم ﴿وَلَمَّا دَخَلُوا مِنْ حَيْثُ أَمَرَهُمْ أَبُوهُمْ مَا كَانَ يُغْنِي عَنْهُمْ مِنَ اللَّهِ مِنْ شَيْءٍ إِلَّا حَاجَةً فِي نَفْسِ يَعْقُوبَ قَضَاهَا وَإِنَّهُ لَذُو عِلْمٍ لِمَا عَلَّمْنَاهُ وَلَكِنَّ أَكْثَرَ النَّاسِ لَا يَعْلَمُونَ ۝٦٨﴾، وعندما دخلوا على يوسف لم يتفاجأ بهم، فقد كان متيقنًا من عودتهم وبأن خطته سوف تنجح وسيعودون مع أخيه الأصغر، ثم أكرمهم وأحسن ضيافتهم. اختلى يوسف بأخيه الأصغر، وأطلعه على شأنه، وأخبره بقصته، وما جرى له، وكيف وصل إلى هذا المنصب، وعرَّفه أنه أخوه، وقال: لا تأسف على ما صنعوه بي ولا تحزن. وأمره بكتمان ذلك عنهم وألا يطلعهم على ما أطلعه عليه من قصته ومن أنه هو أخوه ﴿وَلَمَّا دَخَلُوا عَلَى يُوسُفَ آوَى إِلَيْهِ أَخَاهُ قَالَ إِنِّي أَنَا أَخُوكَ فَلَا تَبْتَئِسْ بِمَا كَانُوا يَعْمَلُونَ ۝٦٩﴾.
ولما قضى يوسف حاجة إخوته وحملهم بالطعام وانتهى من تجهيز القافلة بالمؤن والأطعمة، خطط بفطنة وذكاء لإبقاء أخيه الأصغر عنده، فطلب من أحد العاملين عنده أن يضع السقاية (إناء من فضة يكيل للناس به الطعام) في متاع أخيه الأصغر خُفْيَةً دون أن ينتبه أحد، وبعد أن همَّ إخوة يوسف بالرحيل وساروا مع القافلة لمسافة ليست ببعيدة، إذ برجل من العاملين عند يوسف يلحقهم مسرعًا مناديا: أيها المسافرون، أيتها القافلة، توقفوا، أنتم سارقون ولصوص، ﴿فَلَمَّا جَهَّزَهُمْ بِجَهَازِهِمْ جَعَلَ السِّقَايَةَ فِي رَحْلِ أَخِيهِ ثُمَّ أَذَّنَ مُؤَذِّنٌ أَيَّتُهَا الْعِيرُ إِنَّكُمْ لَسَارِقُونَ ۝٧٠﴾.
تفاجأ إخوة يوسف بهذا النداء والتفتوا إلى بعضهم البعض مندهشين متعجبين وتوقفت القافلة، وسرعان ما التفتوا إلى المنادي سائلين: وما الشيء الذي فقدتموه؟ ﴿قَالُوا وَأَقْبَلُوا عَلَيْهِمْ مَاذَا تَفْقِدُونَ ۝٧١﴾، فأجابهم المنادي: لقد فقدنا صواع الملك (أي صاعه الذي يكيل به). ثم وعدهم بأنه سيعطيهم حمل بعير إضافي كمكافئة لمن يأتي به وسيتكفل هو شخصيًا بهذا الحمل ﴿قَالُوا نَفْقِدُ صُوَاعَ الْمَلِكِ وَلِمَنْ جَاءَ بِهِ حِمْلُ بَعِيرٍ وَأَنَا بِهِ زَعِيمٌ ۝٧٢﴾.
تعجَّب الإخوة من هذا الإتهام ونظر كل واحد منهم إلى الآخر، وصمتوا لبرهة وكأن على رؤوسهم الطير، ثم أجاب أحدهم المنادي قائلًا: لسنا بسارقين، وهذه ليست من شيمنا ولا أخلاقنا، لم نأتِ إلى أرضكم وبلادكم للإفساد والسرقة ﴿قَالُوا تَاللَّهِ لَقَدْ عَلِمْتُمْ مَا جِئْنَا لِنُفْسِدَ فِي الْأَرْضِ وَمَا كُنَّا سَارِقِينَ ۝٧٣﴾، لكن المنادي لم يقتنع بما قالوه فسأل مستنكرًا: إذن؛ فما جزاء من نجد صواع الملك في متاعه لو ثبت لنا أنكم تكذبون؟ ﴿قَالُوا فَمَا جَزَاؤُهُ إِنْ كُنْتُمْ كَاذِبِينَ ۝٧٤﴾، فأجابوه واثقين من براءتهم: إنَّ جزاءه هو أنَّ من سرق سيصبح عبدًا مملوكًا لمن سَرق منه، وسيكون هذا عقابه لأنه تعدى على حدود الله بالسرقة ﴿قَالُوا جَزَاؤُهُ مَنْ وُجِدَ فِي رَحْلِهِ فَهُوَ جَزَاؤُهُ كَذَلِكَ نَجْزِي الظَّالِمِينَ ۝٧٥﴾. لقد كان المتبع في دين يعقوب أن يؤخذ السارق رهينة أو أسيرًا أو رقيقًا في مقابل ما يسرق، ولما كان إخوة يوسف موقنين بالبراءة فقد ارتضوا أن تُحكَّم شريعتهم فيمن يظهر أنه سارق.
عادت القافلة مرة أخرى إلى قصر العزيز، وحضر يوسف بنفسه إليهم وقام بتفتيش أمتعتهم بحثًا عن صواع الملك المفقود، فبدأ أولًا بتفتيش أمتعة إخوته الواحد تلو الآخر، فلم يعثر على الصواع، وعندما وصل إلى متاع أخيه الأصغر، تظاهر بأنه عثر على الصواع المفقود واستخرجه، وبهذا التدبير والكيد استطاع يوسف نزع أخيهم الأصغر من بين يديهم بالحكم الذي أصدروه مسبقًا على من سرق في شريعتهم، واستطاع يوسف أن يبقي أخاه الأصغر عنده بخطة محكمة لم تكن لتنجح لولا أنها بتوفيق الله وتدبيره ﴿فَبَدَأَ بِأَوْعِيَتِهِمْ قَبْلَ وِعَاءِ أَخِيهِ ثُمَّ اسْتَخْرَجَهَا مِنْ وِعَاءِ أَخِيهِ كَذَلِكَ كِدْنَا لِيُوسُفَ مَا كَانَ لِيَأْخُذَ أَخَاهُ فِي دِينِ الْمَلِكِ إِلَّا أَنْ يَشَاءَ اللَّهُ نَرْفَعُ دَرَجَاتٍ مَنْ نَشَاءُ وَفَوْقَ كُلِّ ذِي عِلْمٍ عَلِيمٌ ۝٧٦﴾.
عندما رأى إخوة يوسف السقاية وهي تخرج من رحل أخيهم، شعروا بخيبة أمل كبيرة، فقالوا بهتانًا وكذبًا: أن هذا الفعل الذي قام به هذا الصغير من سرقته لصواع الملك ليس بغريب عنه، فقد سرق له أخ من قبل (يقصدون يوسف). كان الإخوة يحاولون دفع التهمة عن أنفسهم، وأن يظهروا بأن هذا السارق الصغير ليس بأخيهم الحقيقي. سمع يوسف هذا الاتهام الكاذب وشعر بغضاضة شديدة، وحزن في نفسه حزنًا عميقًا بسبب هذا القول المفترى الذي صدر من إخوته وأقرب الناس إليه، فهم لم يكتفوا بأن ألقوه بالبئر وجعلوا قلب والده يتفطر حزنًا وألما على فراقه، بل اتهموه زورًا وعلى مسمع من الملأ بأنه سارق مثل أخيهم الأصغر وهم لا يعرفون أنه هو عزيز مصر، كان يوسف قادرًا على معاقبتهم، لكنه فضل البقاء صامتًا وقال بينه وبين نفسه: بل أنتم أشرار وسارقون، فقد سرقتم أخًا لكم من قبل من أبيكم ثم طفقتم تفترون على أخيكم الآخر البريء ﴿قَالُوا إِنْ يَسْرِقْ فَقَدْ سَرَقَ أَخٌ لَهُ مِنْ قَبْلُ فَأَسَرَّهَا يُوسُفُ فِي نَفْسِهِ وَلَمْ يُبْدِهَا لَهُمْ قَالَ أَنْتُمْ شَرٌّ مَكَانًا وَاللَّهُ أَعْلَمُ بِمَا تَصِفُونَ ۝٧٧﴾.
وفي خضم هذا الموقف العصيب الذي حل بالأخوة، تذكروا وعدهم لأبيهم بأن لا يعودوا إلا وأخاهم معهم، فوجدوا أنفسهم في موقف معضل، وتنبهوا لضخامة الورطة التي وقعوا فيها، وشرعوا يستعطفون العزيز ويتوددون له في ذل وانكسار، طالبين منه أن يطلق سراح أخيهم الأصغر، ويأخذ واحدًا من الأخوة بدلًا منه، وعللوا سبب ذلك بأن لهذا الأخ الصغير أبًا كبيرًا طاعنًا في السن قد لا يقوى على فراقه، ويحزن حزنًا شديدًا عليه، طالبين من العزيز أن يحسن إليهم وإلى أبيهم بقبوله لطلبهم ﴿قَالُوا يَا أَيُّهَا الْعَزِيزُ إِنَّ لَهُ أَبًا شَيْخًا كَبِيرًا فَخُذْ أَحَدَنَا مَكَانَهُ إِنَّا نَرَاكَ مِنَ الْمُحْسِنِينَ ۝٧٨﴾، لكن يوسف أجابهم مستنكرا بشدة من هذا الطلب مستعيذًا بالله من قبوله، لأنه منكر عظيم في نظره، فكيف سيقوم وهو عزيز مصر المستأمن على خزائنها بأخذ شخص بريء مكان المذنب؟ أجابهم يوسف بأنه لن يأخذ إلا من وجد صواع الملك في رحله، وأنه إن لم يفعل ذلك فسيكون ظالمًا وخائنًا للأمانة والشريعة ﴿قَالَ مَعَاذَ اللَّهِ أَنْ نَأْخُذَ إِلَّا مَنْ وَجَدْنَا مَتَاعَنَا عِنْدَهُ إِنَّا إِذًا لَظَالِمُونَ ۝٧٩﴾.

### عودة إخوة يوسف إلى أبيهم (الآيات 80-87)
بذل إخوة يوسف جهدا كبيرًا لإقناع العزيز بطلبهم، وألحوا عليه إلحاحًا شديدًا كي يطلق سراح أخيهم، إلا أن العزيز ظل مصرًّا على موقفه، فأيقن الإخوة بأنه لا جدوى من الرجاء ولا أمل في الاستعطاف، فذهب الإخوة واجتمعوا بعيدًا عن أعين الناس وأخذوا يتشاورون فيما بينهم عما يجب فعله. كان الأخ الأكبر أكثر الإخوة تأثرًا بما حدث، فوقف أمام إخوته تتملكه مشاعر الحزن والغضب وقال: " ألم تعلموا أننا وعدنا أبانا ألاَّ نعود إليه إلاَّ وأخانا الأصغر معنا؟ ماذا سنقول له الآن؟ ألم نشهد الله على كلامنا وقطعنا العهد والميثاق مع الله؟ " ذكَّر الأخ الأكبر إخوته بما فعلوه من قبل مع يوسف فبدأ الندم يحرِّك قلوبَهم، فقد فرطوا فيه من قبل وخانوا الإمانة، وهاهم اليوم مرة أخرى يفرطون بأخيهم الأصغر عاجزين عن الإتيان به.
شعر الأخ الأكبر بالحرج الشديد من أبيه يعقوب وبالخزي مما فعله هو وإخوته، فلم يبق له وجه يقابل به أباه، لذا قرر أن يبقى في مصر وأنه لن يعود مع إخوته، حتى يأذن له أبوه بالعودة أو يعود مع أخيه، أو يقدر الله عودته بمفرده ﴿فَلَمَّا اسْتَيْأَسُوا مِنْهُ خَلَصُوا نَجِيًّا قَالَ كَبِيرُهُمْ أَلَمْ تَعْلَمُوا أَنَّ أَبَاكُمْ قَدْ أَخَذَ عَلَيْكُمْ مَوْثِقًا مِنَ اللَّهِ وَمِنْ قَبْلُ مَا فَرَّطْتُمْ فِي يُوسُفَ فَلَنْ أَبْرَحَ الْأَرْضَ حَتَّى يَأْذَنَ لِي أَبِي أَوْ يَحْكُمَ اللَّهُ لِي وَهُوَ خَيْرُ الْحَاكِمِينَ ۝٨٠﴾، ثم أمر إخوته بالرجوع إلى أبيهم وإخباره بحقيقة ما حدث، وبأن إبنه قد سرق صواع الملك، وأن عزيز مصر قد استرقه وفق حكم السرقة في شريعتنا التي أخبرناه بها، وقد شهدنا عليه بالسرقة وشاهدنا العزيز بأعيننا وهو يستخرج الصواع من متاعه، ولم نكن نعلم عندما قطعنا عليك العهد بأنه سيسرق، ونحن لا نعلم الغيب، ولم نعتقد بأن الأمر سيبلغ ما بلغ ﴿ارْجِعُوا إِلَى أَبِيكُمْ فَقُولُوا يَا أَبَانَا إِنَّ ابْنَكَ سَرَقَ وَمَا شَهِدْنَا إِلَّا بِمَا عَلِمْنَا وَمَا كُنَّا لِلْغَيْبِ حَافِظِينَ ۝٨١﴾، ثم قال لهم: إذا شعرتم بأن أبيكم لم يصدق الرواية، أطلبوا منه أن يسأل أهل القرية التي حدثت فيها الواقعة، والأشخاص الذين رافقوا القافلة التي أقبلنا بها، فقد كانوا شاهدين أيضا على ما حدث، وسيخبروك بالحقيقة وسيتبين لك صدقنا ﴿وَاسْأَلِ الْقَرْيَةَ الَّتِي كُنَّا فِيهَا وَالْعِيرَ الَّتِي أَقْبَلْنَا فِيهَا وَإِنَّا لَصَادِقُونَ ۝٨٢﴾.
ارتحل الإخوة عائدين إلى أبيهم، وأخبروه بما حدث، وقع هذا الخبر كالصاعقة على أبيه يعقوب، فحزن حزنًا شديدًا، فزيادة على حزنه بفقدان يوسف، فاليوم يفقد إبنين آخرين لا يعلم مصيرهما. لم يقتنع يعقوب برواية أبناءه بالرغم من محاولتهم إقامة الأدلة والبراهين على صدقهم، وظن أنه كذب وافتراء كالذي قالوا من قبل في يوسف، متهمًا أبناءه مرة أخرى بأنهم خططوا لأمر سيء، وبأن الأمر ليس كما قالوا، طالبًا من الله أن يعينه على مصيبته بفقدان أبناءه ويزيده صبرًا عليهم، ثم دعا الله أن يجمعه بهم فهو العليم بما حل بهم والحكيم في ما قدره على عباده ﴿قَالَ بَلْ سَوَّلَتْ لَكُمْ أَنْفُسُكُمْ أَمْرًا فَصَبْرٌ جَمِيلٌ عَسَى اللَّهُ أَنْ يَأْتِيَنِي بِهِمْ جَمِيعًا إِنَّهُ هُوَ الْعَلِيمُ الْحَكِيمُ ۝٨٣﴾.
أعرض يعقوب عن أبناءه كراهية لما قالوه وترك الجدال معهم، كان يعقوب مثقلًا بالهموم والأحزان، وعادت به الذاكرة إلى نفس الموقف الذي حدث من قبل مع يوسف، فاعتصر قلبه ألمًا على فراقه وبكى بكاءًا شديدًا، ومن شده بكاءه على يوسف ضعف بصره حتى أصيب بالعمى، فكانت هذه مصيبة أخرى حلت عليه، يصف القرآن حزن يعقوب بأنه (كظيم) أي كان ممتلئ القلب من الحزن الشديد ﴿وَتَوَلَّى عَنْهُمْ وَقَالَ يَا أَسَفَى عَلَى يُوسُفَ وَابْيَضَّتْ عَيْنَاهُ مِنَ الْحُزْنِ فَهُوَ كَظِيمٌ ۝٨٤﴾.
رق قلب الأبناء لحال أبيهم، وندموا على ما حل به، وأدركوا أنهم السبب فيما حدث، وخافوا عليه من الهلاك إن بقي حزينًا، فقالوا له على سبيل الرأفة والخوف عليه: والله لا تزال تذكر يوسف حتى ينحل جسدك وتضعف قوتك وتمرض أو ربما تهلك وتموت ﴿قَالُوا تَاللَّهِ تَفْتَأُ تَذْكُرُ يُوسُفَ حَتَّى تَكُونَ حَرَضًا أَوْ تَكُونَ مِنَ الْهَالِكِينَ ۝٨٥﴾، لكن يعقوب أجابهم بأنه لا يشكو حزنه وألمه إليهم أو إلى الناس، بل يشكو إلى الله ويعلم من الله أمورًا لا يعلموها ﴿قَالَ إِنَّمَا أَشْكُو بَثِّي وَحُزْنِي إِلَى اللَّهِ وَأَعْلَمُ مِنَ اللَّهِ مَا لَا تَعْلَمُونَ ۝٨٦﴾، كان يعقوب متيقنًا بأن يوسف وأخاه لا يزالان على قيد الحياة، بسبب الرؤيا التي رآها يوسف، وما يترتب عليها من بقاءه حيًا، لذا طلب من أبناءه الذهاب مرة أخرى والعودة إلى مصر، للبحث عن يوسف وأخيه واستقصاء أخبارهما، أما الأخ الأكبر فلم يذكره يعقوب، لأنه هو الذي قرر بمحض إرادته أن يبقى في مصر حتى يأذن له أبوه بالعودة أو يحكم الله له.
كان هذا دليلًا واضحًا على أن يعقوب شعر بمكان وجود يوسف وأخيه، لذا طلب من أبناءه ألاَّ يقطعوا رجاءهم وأملهم من الله، طالبًا منهم ألاَّ يكونوا كالقوم الكافرين المنكرين للنعم، القانطين من رحمة الله، ﴿يَا بَنِيَّ اذْهَبُوا فَتَحَسَّسُوا مِنْ يُوسُفَ وَأَخِيهِ وَلَا تَيْأَسُوا مِنْ رَوْحِ اللَّهِ إِنَّهُ لَا يَيْأَسُ مِنْ رَوْحِ اللَّهِ إِلَّا الْقَوْمُ الْكَافِرُونَ ۝٨٧﴾.

### يوسف يكشف شخصيته لإخوته (الآيات 88-92)
| لِماذا عدل إخوة يوسف عن وصية أبيهم أن تحسسوا أمر يوسف وأخيه إلى طلب الطعام؟ لإن المتحسسين يتوسلون إلى مطلبهم بجميع الطرائق، لذا ذكروا أنهم جاؤوا لطلب الطعام، فإذا رأوا رقة من يوسف ورأفة بحالهم تشجعوا وسألوه إطلاق سراح أخيه الصغير، وهذا من باب تقديم الوسائل قبل الطلب، وكأنَّ لسان حالهم يقول: نجرُّه في ذكر هذه الأمور، فإنّ رق قلبه لنا، ذكرنا المقصود وإلا سكتنا. |
| — يوسف الصديق - عليه السلام، إبراهيم أحمد حمدان قشطة، ص 76. |

امتثل أبناء يعقوب لأمر أبيهم وعادوا إلى مصر للمرة الثالثة للبحث عن يوسف وأخيه، وواصلوا سيرهم حتى وصلوا إلى قصر العزيز ودخلوا عليه، كانوا في حالة ضعف وانكسار وظهرت عليهم علامات العوز والحاجة والتعب، فقد تركوا أباهم ضريرًا ضعُف جسده من الحزن وهزُل، وقالوا ليوسف على سبيل الإستعطاف: أيها العزيز، لقد أصابنا وأهلنا كربة شديدة وعسرة عظيمة بسبب القحط الشديد، وبسبب حال أبانا الحزين المتعب، لقد جئنا ببضاعة مزجاة (أي رديئة يرفضها التجار)، فهل تقبلها منا هذه المرة وتتم لنا بها الكيل؟ وسيجزيك الله عن ذلك خير الجزاء، لأنك من المحسنين الذي يتصدقون على المحتاجين، ﴿فَلَمَّا دَخَلُوا عَلَيْهِ قَالُوا يَا أَيُّهَا الْعَزِيزُ مَسَّنَا وَأَهْلَنَا الضُّرُّ وَجِئْنَا بِبِضَاعَةٍ مُزْجَاةٍ فَأَوْفِ لَنَا الْكَيْلَ وَتَصَدَّقْ عَلَيْنَا إِنَّ اللَّهَ يَجْزِي الْمُتَصَدِّقِينَ ۝٨٨﴾.
ولما بلغ الأمر بإخوة يوسف إلى هذا الحد من الذل والإنكسار، أشفق يوسف عليهم ورق قلبه لحالهم ولحال أبيه، وعلم أن الله سيمكنه منهم وأنه يملك اليوم زمام الأمور في تقرير ما يريد فعله، فقرر أن يكشف لهم عن حقيقته ويعرفهم بنفسه، لكنه فضل أن يسألهم أولًا سؤالًا يرن في أسماعهم ويذكرهم بالشر الذي صنعوه، فقال لهم: ما الذي فعلتموه بيوسف وأخيه؟ كان الغرض من السؤال تعظيم الواقعة وكأنه قصد أن يقول: ما أعظم ما ارتكبتم في يوسف وما أقبح ما أقدمتم عليه، ﴿قَالَ هَلْ عَلِمْتُمْ مَا فَعَلْتُمْ بِيُوسُفَ وَأَخِيهِ إِذْ أَنْتُمْ جَاهِلُونَ ۝٨٩﴾.
استغرب الأخوة كيف أتى ذكر يوسف وأخيه على لسان العزيز، الذي كشف في نفس الوقت عن وجهه وأعلن عن شخصيته الحقيقية، فنظر الأخوة كلهم إلى بعض مندهشين، لقد كان وقع المفاجأة هائلًا عليهم، فلم يخطر ببالهم بأن العزيز الذي يملك اليوم خزائن مصر، والذي أكرمهم من قبل عندما أتوا ليشتروا الطعام، هو أخوهم الذي تآمروا عليه وهو صغير وباعوه بثمن قليل للسيارة، فانقلب الحال الآن، وأصبح الضعيف قويًا وغدا القوي مكسورا ذليلًا، فقالوا على سبيل الاستفهام والاستعظام: هل أنت حقًا يوسف؟ فأجابهم يوسف قائلًا: نعم أنا يوسف وهذا أخي الأصغر. أيقن الأخوة بعد جواب يوسف لهم بأنه أخوهم، ثم أراد يوسف أن يعطيهم درسًا في الصبر على الأذى ومخافة الله وتقواه فقال لهم: لقد من الله علينا من فضله وكرمه، وشملنا برعايته من كل ما دبرتموه من سوء، وجمعنا بعد الإفتراق، ووهبنا الملك والسلطان والحكمة، وهذا جزاء صبرنا على الأذى، فإنه من يخاف الله ويتقيه فإن الله يجزيه بما فعل ﴿قَالُوا أَئِنَّكَ لَأَنْتَ يُوسُفُ قَالَ أَنَا يُوسُفُ وَهَذَا أَخِي قَدْ مَنَّ اللَّهُ عَلَيْنَا إِنَّهُ مَنْ يَتَّقِ وَيَصْبِرْ فَإِنَّ اللَّهَ لَا يُضِيعُ أَجْرَ الْمُحْسِنِينَ ۝٩٠﴾.
وبعد أن سمع الإخوة هذه الموعظة من يوسف، اعترفوا له بالفضل والإثرة عليهم بالخلق والسعة والملك، وأقروا له بأنهم أساؤوا إليه وأخطؤوا في حقه، وعلموا أن أباهم كان محقًا في إيثاره عليهم، وسخطوا على أنفسهم وندموا على ما فعلوه، ﴿قَالُوا تَاللَّهِ لَقَدْ آثَرَكَ اللَّهُ عَلَيْنَا وَإِنْ كُنَّا لَخَاطِئِينَ ۝٩١﴾، أظهر يوسف لهم كرمه وسعة صدره، وقابل إساءتهم بالإحسان، فلم يعاقبهم ولم يعاتبهم بعد ذلك، بل عفا عنهم ودعا الله أن يغفر لهم، ﴿قَالَ لَا تَثْرِيبَ عَلَيْكُمُ الْيَوْمَ يَغْفِرُ اللَّهُ لَكُمْ وَهُوَ أَرْحَمُ الرَّاحِمِينَ ۝٩٢﴾.

### شفاء يعقوب وقدوم بنيه إلى مصر (الآيات 93-98)
بعد أن عفا يوسف عن إخوته، طلب منهم أن يأخذوا قميصه ويضعوه على وجه أبيه، فسيرتد له بصره في الحال بإذن الله وقدرته، ويبدو أن يوسف قد شعر وبوحي من الله أن أباه لم يكن على ما يرام وقد أصابته الضراء، ثم طلب من اخوته أن يحضروا أهلهم جميعًا (أي جميع بني يعقوب) إلى مصر، ويعودوا إليه مرة أخرى ﴿اذْهَبُوا بِقَمِيصِي هَذَا فَأَلْقُوهُ عَلَى وَجْهِ أَبِي يَأْتِ بَصِيرًا وَأْتُونِي بِأَهْلِكُمْ أَجْمَعِينَ ۝٩٣﴾، أجاب إخوة يوسف طلبه فورًا وخرجوا من عنده حاملين قميصه، وتحركت القافلة عائدة من مصر إلى أرض كنعان، وقبل وصولها أحس يعقوب إحساس الأب بقرب مجيئها وبقرب لقاءه بإبنه، وأخبر أهله والذين كانوا من حوله بأنه يشم رائحة يوسف، لقد قال هذا العبارة وكان متأكدًا من كلامه وطلب منهم أن لا يتهموه بالخرف وكبر السن فقد كان واثقًا مما يشعر به ﴿وَلَمَّا فَصَلَتِ الْعِيرُ قَالَ أَبُوهُمْ إِنِّي لَأَجِدُ رِيحَ يُوسُفَ لَوْلَا أَنْ تُفَنِّدُونِ ۝٩٤﴾.
لكن الذين كانوا حول يعقوب أشفقوا عليه مما قاله، ولاموه مرة أخرى على تذكر يوسف وإفراطه في محبته، فقد استغربوا كيف يمكن لرجل ضرير كبير في السن أن يشم رائحة ابنه المفقود منذ زمن ومن مسافة بعيدة، فوصفوه بالضلال مرة أخرى﴿قَالُوا تَاللَّهِ إِنَّكَ لَفِي ضَلَالِكَ الْقَدِيمِ ۝٩٥﴾، وسرعان ما تحقق ما شعر به يعقوب، ووقع ما استبعدوه وظنوه ضلالًا قديما في حب يوسف، فأثناء هذا الحوار بين يعقوب وأهله إذ وصل أحد إخوة يوسف وهو يحمل قميصه، وما إن أُلقي القميص على وجه يعقوب حتى عاد إليه بصره فورًا بإذن الله وسط ذهول الحاضرين ودهشتهم، وعادت ليعقوب قوته وحيويته، وازداد يقينًا بأن ساعة لقاءه بيوسف قد اقتربت، ثم أخبر يعقوب أهله وبنيه أن يعلم من الله أمورًا لا يعلموها، وقد اختصه الله بها من فضله وكرمه، لقد جاء الإخوة سابقًا بقميص يوسف وعليه دم كذب، وأخبروا يعقوب بأن الذئب أكله، واليوم يأتون بالقميص ليفرحوا أباهم كما أحزنوه ﴿فَلَمَّا أَنْ جَاءَ الْبَشِيرُ أَلْقَاهُ عَلَى وَجْهِهِ فَارْتَدَّ بَصِيرًا قَالَ أَلَمْ أَقُلْ لَكُمْ إِنِّي أَعْلَمُ مِنَ اللَّهِ مَا لَا تَعْلَمُونَ ۝٩٦﴾.
بعد أن شاهد الأبناء هذه المعجزة تقع أمامهم، طأطأوا رؤوسهم ندمًا واعترفوا مرة أخرى بذنبهم وبخطئهم وظلمهم لأبيهم ووصفهم له سابقًا بالضلال، طالبين منه أن يسأل الله أن يغفر لهم ذنبهم الذي ارتكبوه من عقوقهم له وإيذائهم لأخويهم، فأجاب يعقوب طلبهم وتقبله بسعة صدر الوالد لإبناءه، مذكرًا لهم بأن الله هو الغفور الرحيم الذي يغفر الذنوب ويقبل التائبين، ﴿قَالُوا يَا أَبَانَا اسْتَغْفِرْ لَنَا ذُنُوبَنَا إِنَّا كُنَّا خَاطِئِينَ ۝٩٧ قَالَ سَوْفَ أَسْتَغْفِرُ لَكُمْ رَبِّي إِنَّهُ هُوَ الْغَفُورُ الرَّحِيمُ ۝٩٨﴾.

### تحقق رؤيا يوسف (الآيات 99-101)
ثم أخبر الأبناء أباهم بما رأوه وسمعوه، وكيف أن يوسف أصبح عزيز مصر المؤتمن على خزائنها، وقد دانت له البلاد والعباد ومكَّنه الله في الأرض. وأخبر الأبناء والدهم أيضًا أنَّ يوسف طلب منهم أن يعودوا بأهله جميعًا إليه، وما إن سمع يعقوب هذا الكلام حتى أجاب الطلب فورًا بدون تردد، كانت فرحته عارمة لا توصف، وأبدل الله حزنه وهمه فرحًا وسعادة، فيوسف إبنه عزيز مصر هو الذي يدعوه للقدوم، وقد اقترب اللقاء، وموعد لَمِّ الشمل أخيرا بعد أربعين سنة من الفراق والحزن. استعد يعقوب للرحيل إلى أرض مصر بهمة عالية ونشاط شديد، وجمع أهله وأمتعته وبنيه، وتحرك الركب من أرض كنعان حتى وصلوا إلى أرض مصر.
شعر يوسف بعودته أهله جميعًا وكأنما الله أوحى إليه، فخرج لاستقبالهم في مكان ما خارج القصر إحترامًا لأبيه وأهله، وكان معه عدد من الملأ، ثم بدأ الركب يقترب شيئا فشيئًا من أرض مصر ويوسف واقف ينظر إليهم من بعيد وينظرون إليه، ثم التقى الجمعان أخيرًا وكانت الفرحة عارمة، وبدت على وجوه الجميع السعادة، واستقبلهم يوسف بترحاب كبير، فقد التمَّ الشمل أخيرًا بعد سنوات من الفراق الطويل، التمَّ شمل يعقوب بيوسف وأخيه وبإبنه الذي بقي في مصر ولم يعد مع إخوته، ضم يوسف أبويه إليه واحتضنهما بحرارة وعاطفة جياشة، وأظهر لهما من البر والإحسان الشيء العظيم، ثم جلسوا جميعًا مع بعضهم البعض لفترة من الزمن يتجاذبون أطراف الحديث، وبعد أن استراح يعقوب وأهله من عناء السفر، أمر يوسف الركب بأن يتحرك باتجاه القصر وأبواه في صحبته، فلما وصلوا قال يوسف لهم: اليوم ستدخلون أرض مصر بإذن الله آمنين مطمئنين من كل خوف أو مكروه مرتاحي البال، ﴿فَلَمَّا دَخَلُوا عَلَى يُوسُفَ آوَى إِلَيْهِ أَبَوَيْهِ وَقَالَ ادْخُلُوا مِصْرَ إِنْ شَاءَ اللَّهُ آمِنِينَ ۝٩٩﴾.
وصل يوسف إلى القصر ودخله مع أهله، وسار باتجاه عرشه ومجلسه، وسار معه أبواه فأجلسهما على العرش عن يمينه وشماله إجلالًا لهما وتعريفًا بعزة مكانتهما، وكان إخوة يوسف واقفين ينظرون إليهم وعلامات الدهشة على محياهم. لم يتمالك يعقوب وامرأته وأبناءه أنفسهم من هول الموقف، فلم يكن يخطر ببالهم يومًا أنهم سيدخلون قصر العزيز في مصر مكرمين، فيجلس الأب والأم على عرشه، فانحنوا كلهم تحية ليوسف، الأب والأم والإخوة الأحد عشر إكبارًا لوفائه ومنزلته، وتقديرًا لعفوه وفضله، وهنا تذكر يوسف الرؤيا التي رآها وهو صغير وقصها على أبيه، أنه رأى أحد عشر كوكبًا والشمس والقمر ساجدين له، فقال لأبيه: هذا هو تفسير الرؤيا يا أبي، فالكواكب الأحد عشر هم إخوتي، والشمس والقمر هم أنت وأمي، لقد تحققت الرؤيا بإذن الله تعالى.
ثم أخبر يوسف والده بما مَنَّ الله عليه من فضله، وبما حدث له في هذا الغياب الطويل، وكيف وصل إلى مصر وعمل في قصر العزيز، ثم دخل السجن مظلومًا وخرج منه مكرمًا، وكيف أن الله بفضله وكرمه أخرجهم من البادية حيث كانوا في ضيق من العيش، ونقلهم إلى حياة الترف والنعم. ثم أخبر يوسف أباه بأن الشيطان هو من أفسد بينه وبين إخوته وقطع صلة الرحم بينهم، وهاهم اليوم يجتمعون من جديد بقلوب طاهرة نقية. وكل ذلك من فضل الله وحكمته وكرمه ﴿وَرَفَعَ أَبَوَيْهِ عَلَى الْعَرْشِ وَخَرُّوا لَهُ سُجَّدًا وَقَالَ يَا أَبَتِ هَذَا تَأْوِيلُ رُؤْيَايَ مِنْ قَبْلُ قَدْ جَعَلَهَا رَبِّي حَقًّا وَقَدْ أَحْسَنَ بِي إِذْ أَخْرَجَنِي مِنَ السِّجْنِ وَجَاءَ بِكُمْ مِنَ الْبَدْوِ مِنْ بَعْدِ أَنْ نَزَغَ الشَّيْطَانُ بَيْنِي وَبَيْنَ إِخْوَتِي إِنَّ رَبِّي لَطِيفٌ لِمَا يَشَاءُ إِنَّهُ هُوَ الْعَلِيمُ الْحَكِيمُ ۝١٠٠﴾، ثم توجه يوسف إلى الله يشكره على نعمه، ودعا الله أن يتوفاه مسلمًا ويلحقه بالصالحين من عباده، ﴿رَبِّ قَدْ آتَيْتَنِي مِنَ الْمُلْكِ وَعَلَّمْتَنِي مِنْ تَأْوِيلِ الْأَحَادِيثِ فَاطِرَ السَّمَاوَاتِ وَالْأَرْضِ أَنْتَ وَلِيِّي فِي الدُّنْيَا وَالْآخِرَةِ تَوَفَّنِي مُسْلِمًا وَأَلْحِقْنِي بِالصَّالِحِينَ ۝١٠١﴾.

## في السينما
- مسلسل يوسف الصديق وهو مسلسل تاريخي إيراني أنتج بين عامي 2004 و2008 ودبلج إلى اللغة العربية، ولاقى نجاحاً واسعاً في العالم العربي وأدى فيه الممثل الإيراني مصطفى زماني شخصية النبي يوسف في الكبر وكان هذا أول عمل له في مجال التمثيل، كما قام الممثل الإيراني حسين جعفري بأداء شخصية النبي يوسف في الصغر وكان هذا أيضاً أول عمل له في مجال التمثيل، وشاركت الممثلة الإيرانية كتايون رياحي فيه بدور زليخا.